# Composition photographique
 (décembre 2009).
Si vous disposez d'ouvrages ou d'articles de référence ou si vous connaissez des sites web de qualité traitant du thème abordé ici, merci de compléter l'article en donnant les références utiles à sa vérifiabilité et en les liant à la section « Notes et références ».
Pour les articles homonymes, voir Composition.
La composition photographique consiste en l'arrangement délibéré des éléments visuels d'une photographie. 
Le but est de choisir et de disposer ces éléments de façon harmonieuse, afin de communiquer des idées (la « signification d'un fait » pour Henri Cartier-Bresson) et des impressions au spectateur ou au lecteur.
La composition est une part importante en dessin, et l'un des éléments majeurs en photographie.
Sur bien des points, la composition photographique s'inspire des règles de composition de la peinture occidentale.
Les facteurs sur lesquels joue la composition photographique sont :
- l'espace sur l'image utilisée pour l'illustration,
- la perspective, la disposition spatiale des objets sur l'image, la profondeur de champ, et tous les procédés qui donnent l'impression de profondeur sur une image bidimensionnelle,
- la ligne ou direction suivie par les yeux lorsqu'on lit l'image,
- le jeu sur les tons clairs ou sombres,
- la ligne d'horizon, la profondeur de l'image,
- les différents plans de l'image.

Le photographe décide du point d'attention de son œuvre et compose son travail en fonction de celui-ci. Les yeux du lecteur devraient alors spontanément se diriger vers ces points d'attention. Par ailleurs, l'image peut constituer un tout harmonieux porteur de sens.
Concrètement, une photographie incorporera rarement un seul élément des règles de composition ; dans l'immense majorité des cas, c'est la mise à profit de plusieurs de ces règles qui concourent à un effet. Par ailleurs, comme dans tous les arts, une démarche peut se baser sur le jeu avec les limites des règles, voire leur rejet. Par exemple, l'une des règles de la photographie de nu est que l'on devrait éviter de montrer simultanément les organes génitaux et le visage du sujet ; le photographe américain Robert Mapplethorpe a basé une bonne partie de sa carrière sur le rejet de cette règle.

## Règles planes
La composition photographique comporte un certain nombre de règles canoniques purement liées aux partis pris du photographe.

### Règle des tiers

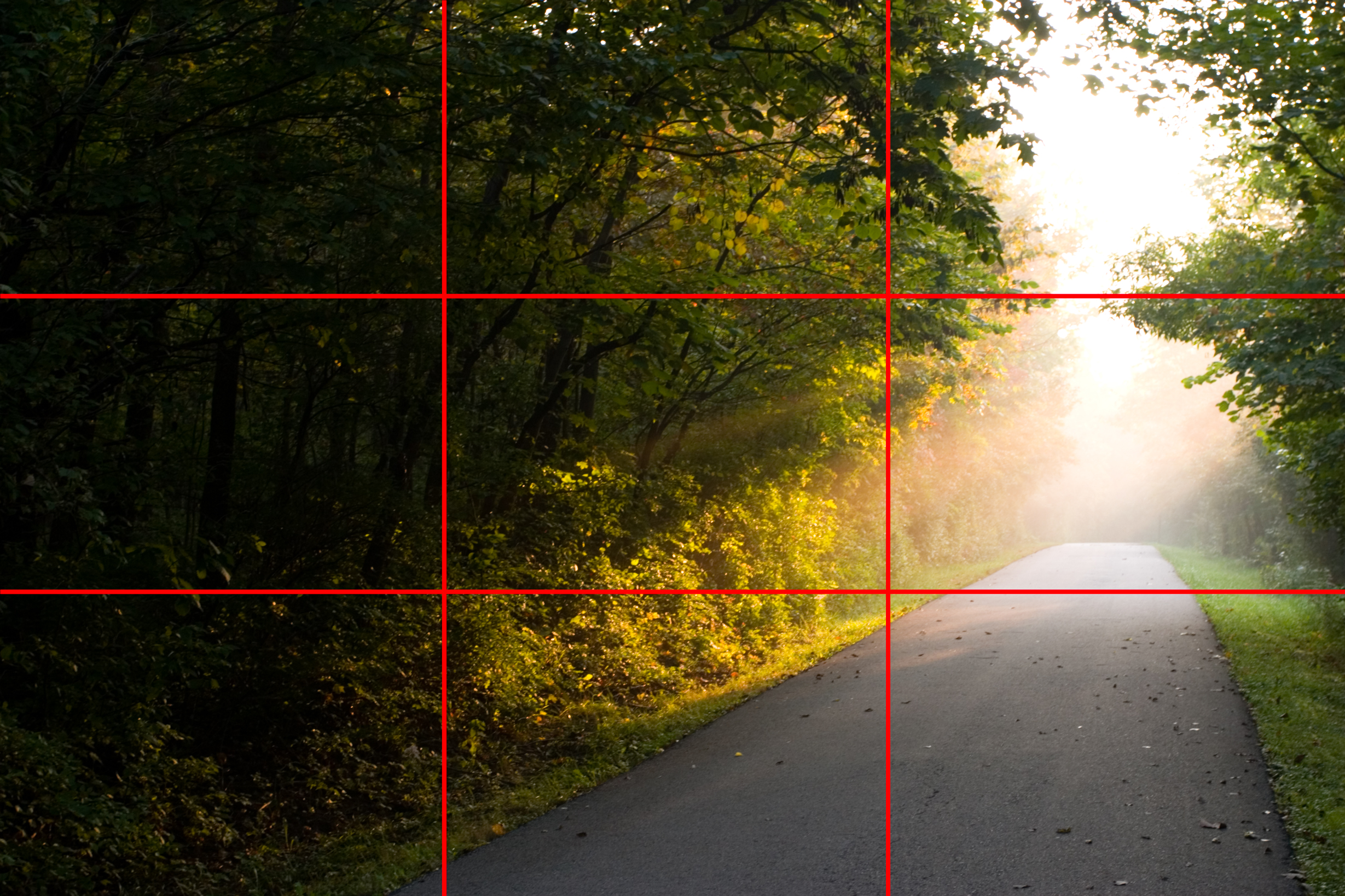
Réticule pour visualiser la « règle des tiers ».

Elle consiste à placer les éléments clef de l'image sur les lignes qui séparent les tiers verticaux et horizontaux, voire sur les intersections entre ces lignes. Ce faisant, on dégage le sujet et les éléments importants (comme l'horizon) du centre de la photo. Ceci évite de « couper » les photos, ce qui donne une impression statique et banale ; une photographie composée selon la règle des tiers est supposée plus dynamique et donne plus d'espace au regard pour vagabonder.

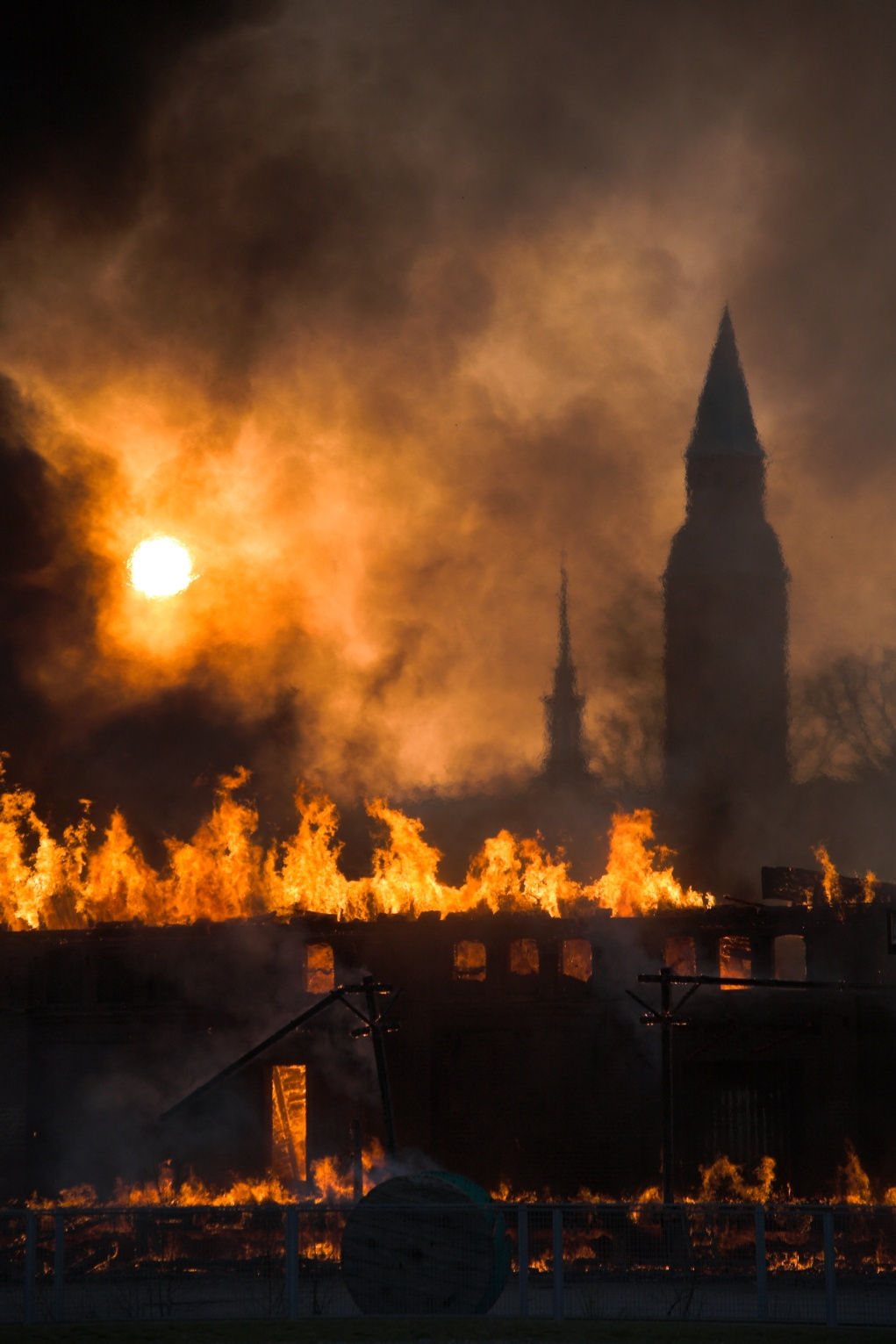
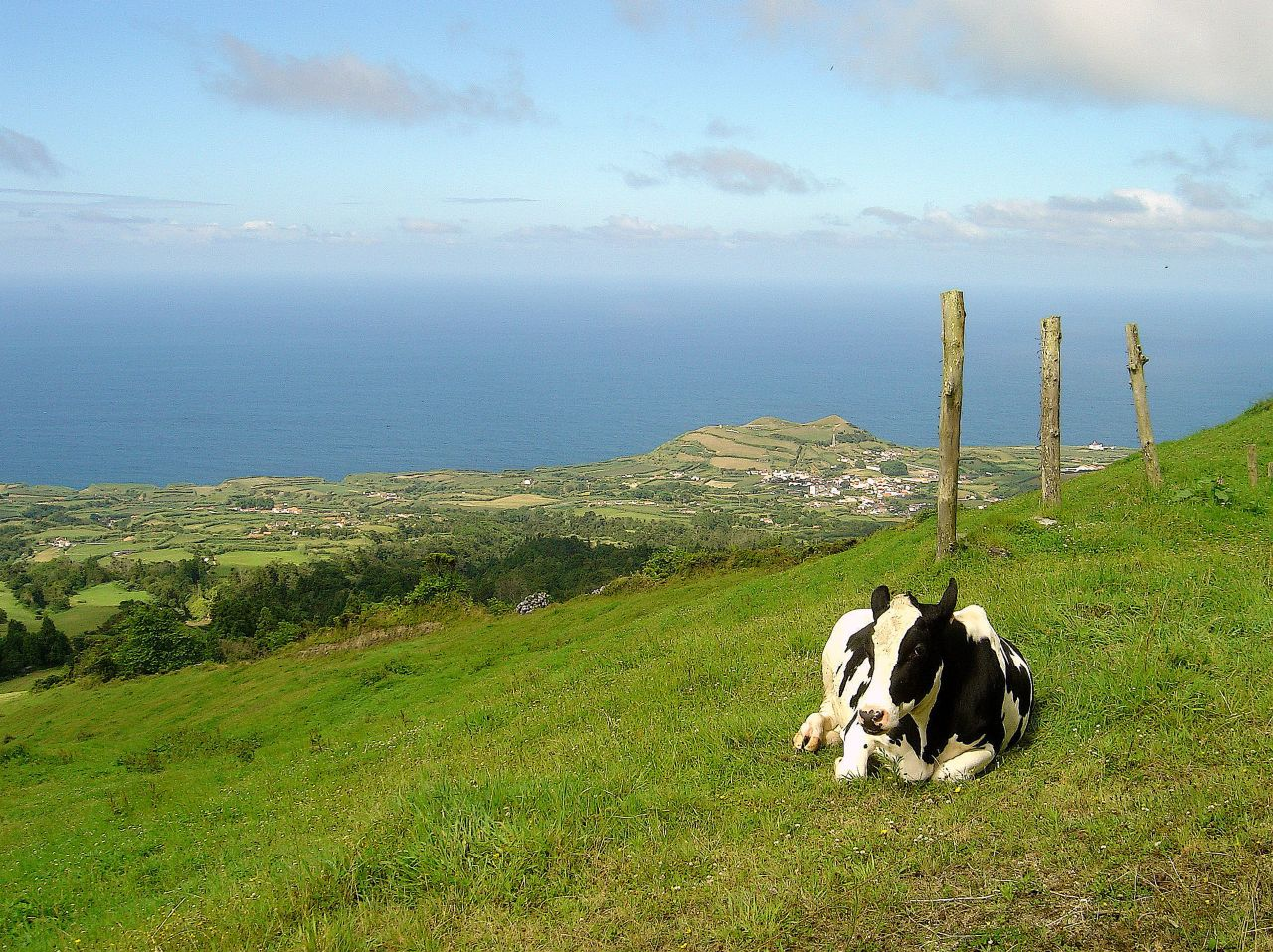

### Simplification de la vue
Pour rendre le sujet plus lisible, il convient de le faire ressortir nettement dans l'image. On peut limiter les distractions pour le regard en simplifiant l'environnement du sujet par des artifices techniques.

#### Champ de vision
La façon la plus évidente d'éviter la présence d'éléments distrayants indésirables dans une photographie consiste à les couper, c'est-à-dire à cadrer la photographie de façon qu'ils se trouvent hors du champ. Dans cette idée, il faudra donc se déplacer autour de l'objet jusqu'à obtenir une vue adéquate. Ceci peut impliquer d'ajuster la longueur focale de l'objectif, ou de recadrer la photographie en post-traitement.

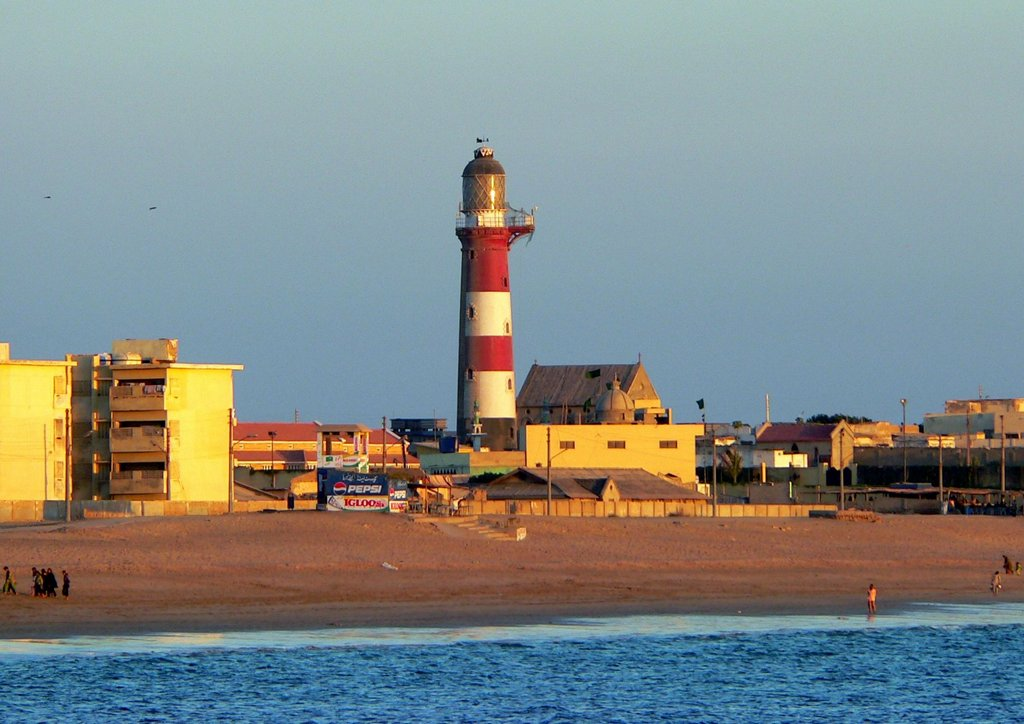
Le sujet de cette image est le phare. Le bâtiment à gauche est distrayant
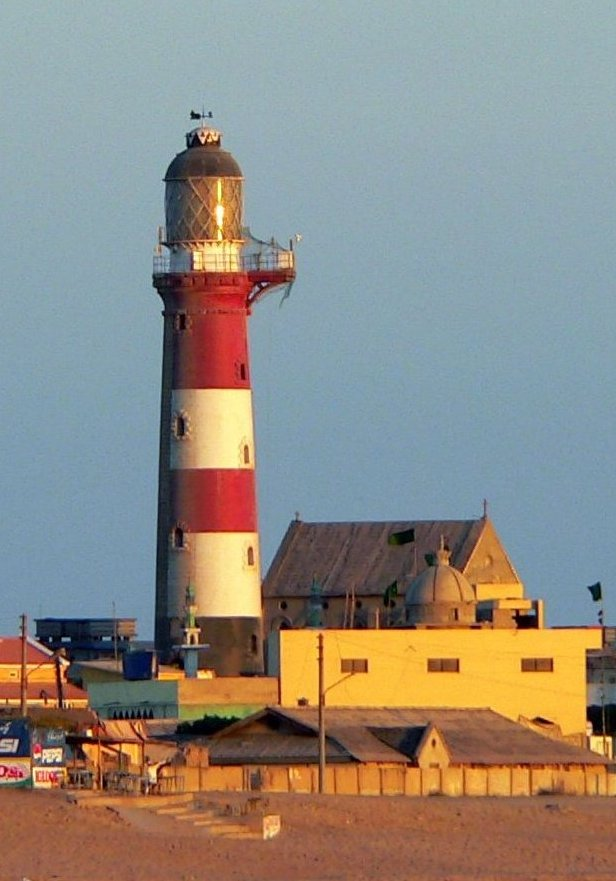
On améliore la photographie en la recadrant

#### Profondeur de champ
En variant la profondeur de champ, il est possible de souligner un sujet net sur un arrière-plan flou. Une autre façon de faire consiste à tirer parti de la loi de Scheimpflug pour changer le plan focal.

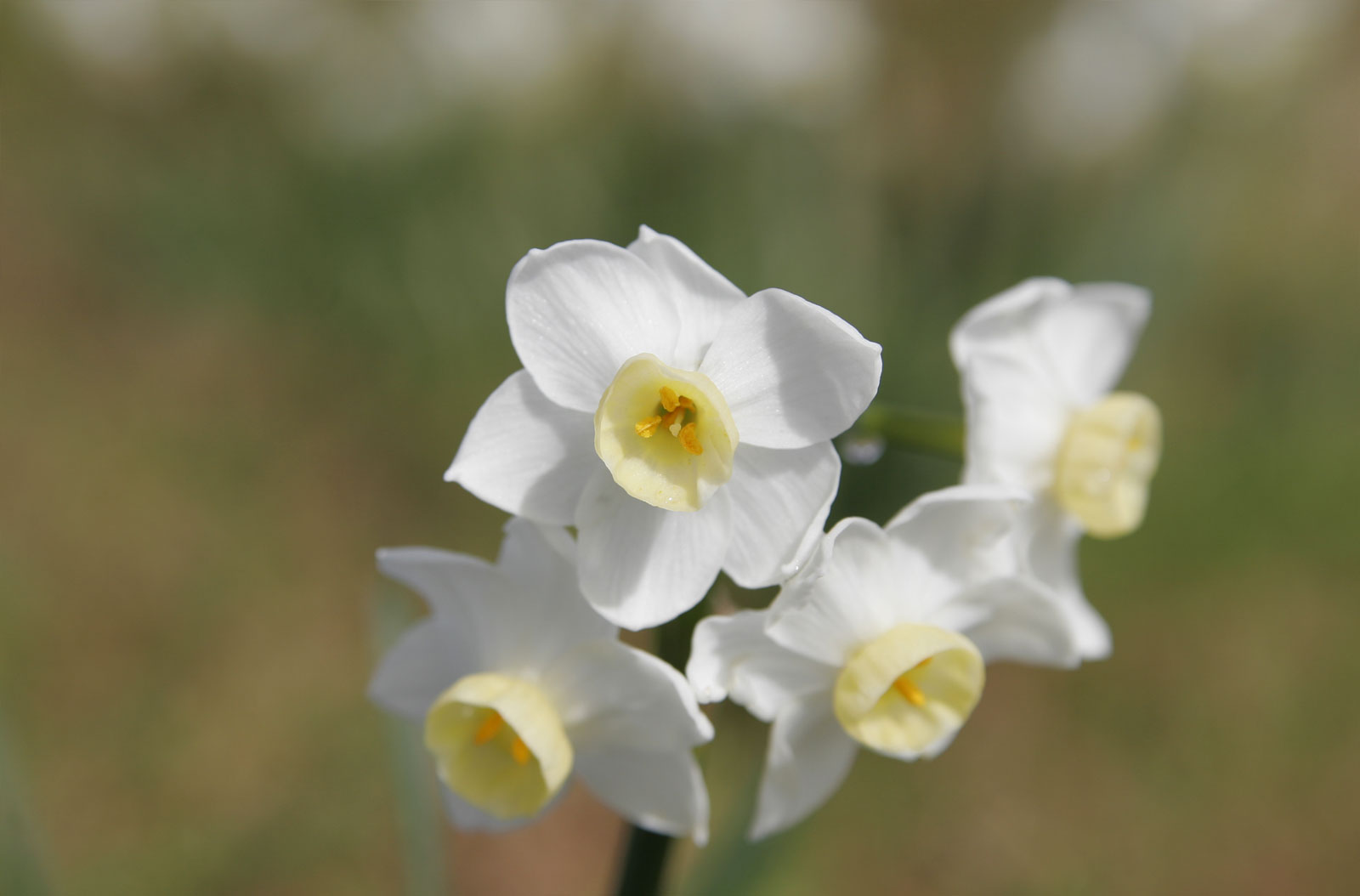
Faible profondeur de champ, ouverture 5,6
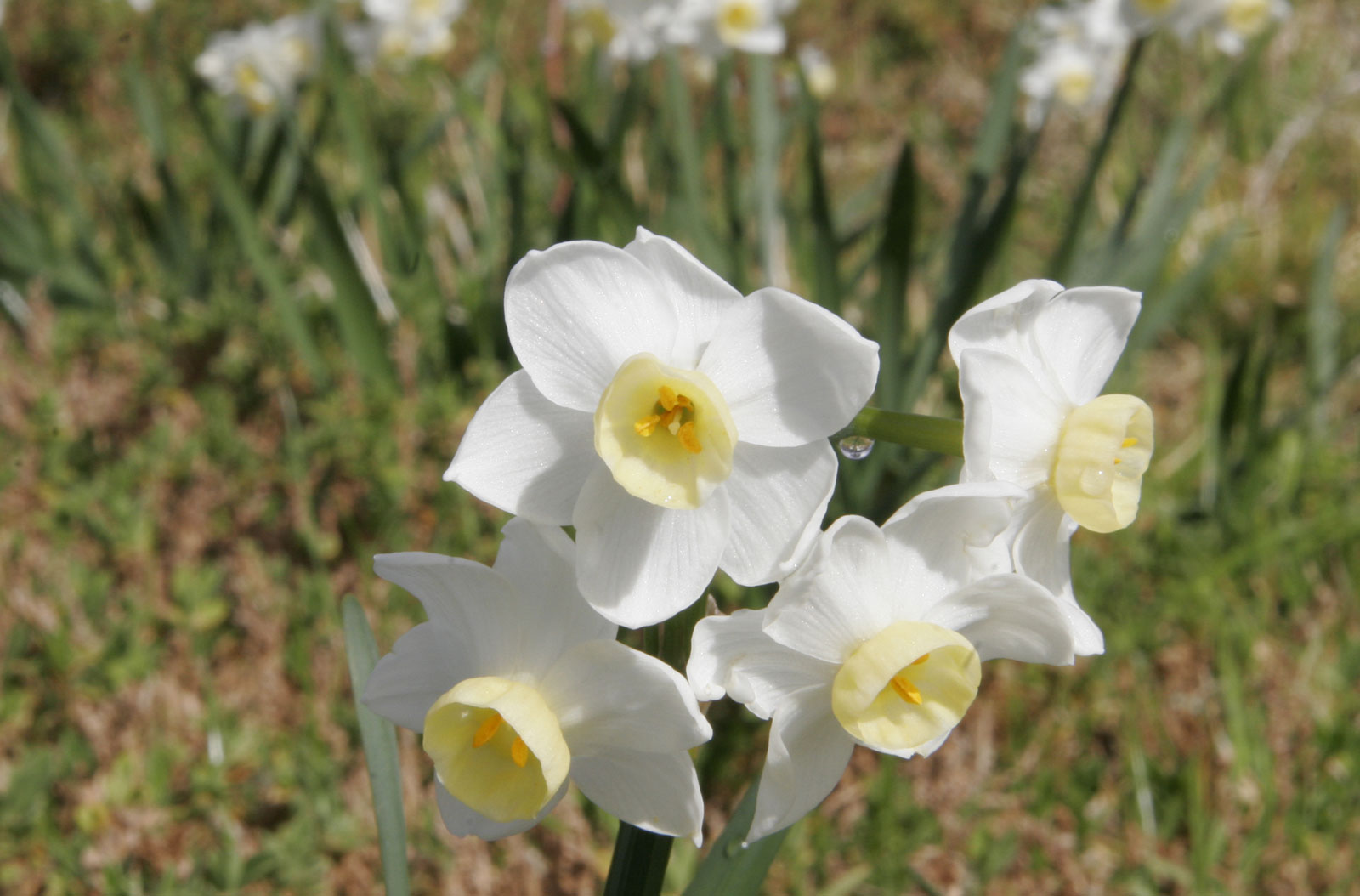
Grande profondeur de champ, ouverture 32

### Symétrie
La « règle de l'impair » suggère qu'un nombre impair d'objets donne une impression plus dynamique qu'un nombre pair. Aussi une photo avec plus d'un sujet devrait comporter au moins trois sujets dans la mesure du possible.
Un corollaire de cette règle est qu'il est agréable de voir des sujets arrangés sur un triangle.

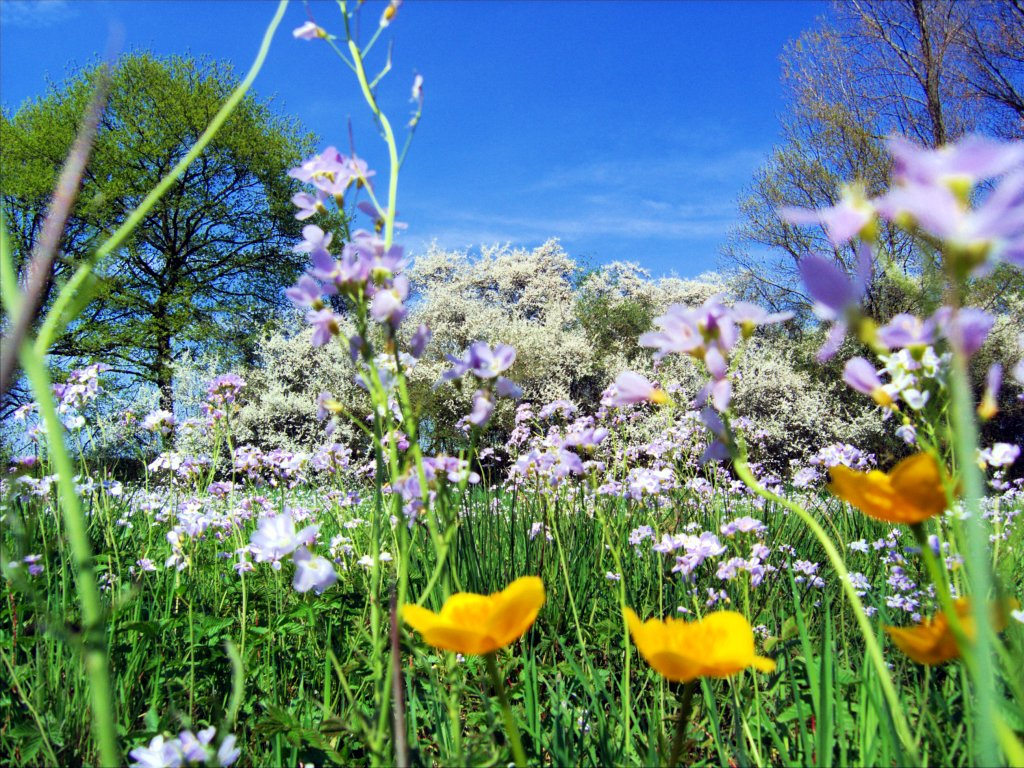
Trois fleurs ressortent particulièrement sur cette photographie

### Point de vue
Le point de vue de l'objectif a une très forte influence sur l'impression rendue par une image : non seulement cela permet de choisir le fond, mais cela modifie profondément la lecture.
Par exemple un enfant photographié de la hauteur d'un adulte aura l'air « diminué » ; en prenant la photographie à la hauteur de ses yeux, on traite le sujet en égal ; en prenant la photo en contre-plongée, on lui confère une aura de domination.
On peut également accentuer le sujet en lui faisant entièrement remplir l'image. Les gens ont tendance à imaginer les choses plus grandes qu'elles ne sont ; en remplissant complètement l'image, on enlève toute distraction et toute comparaison possible avec l'arrière-plan.

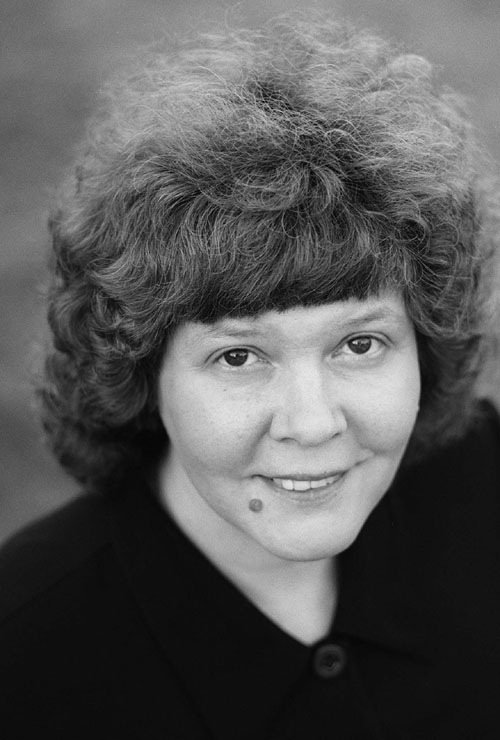
La poétesse Irina Ratushinskaya ; la plongée donne une impression d'intimité et de tendresse.
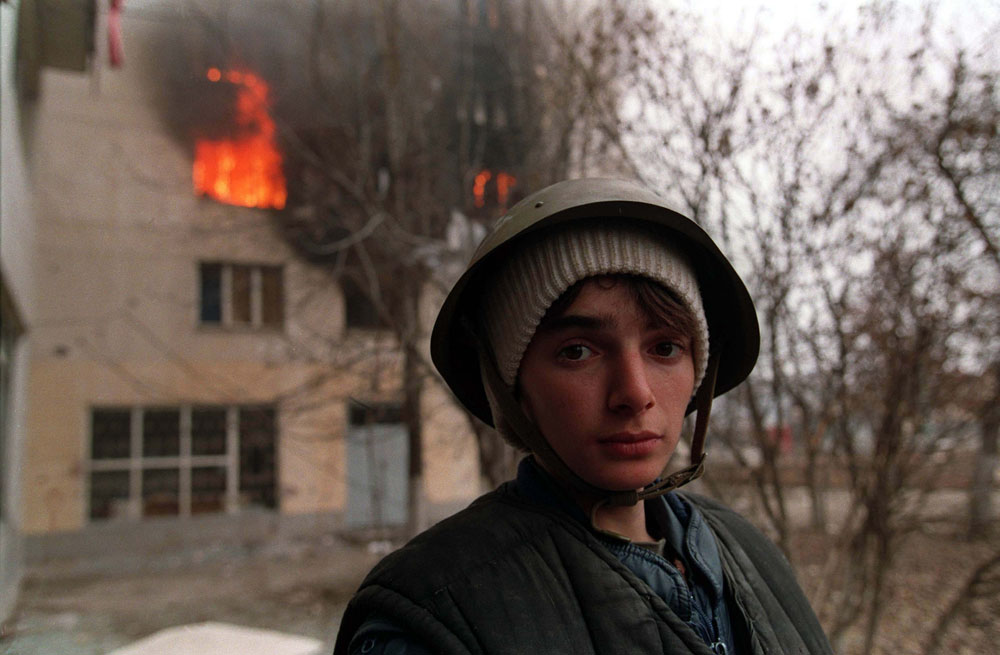
Sur cette photographie, l'innocence impuissante le cède au tragique, souligné par la maison en flammes.
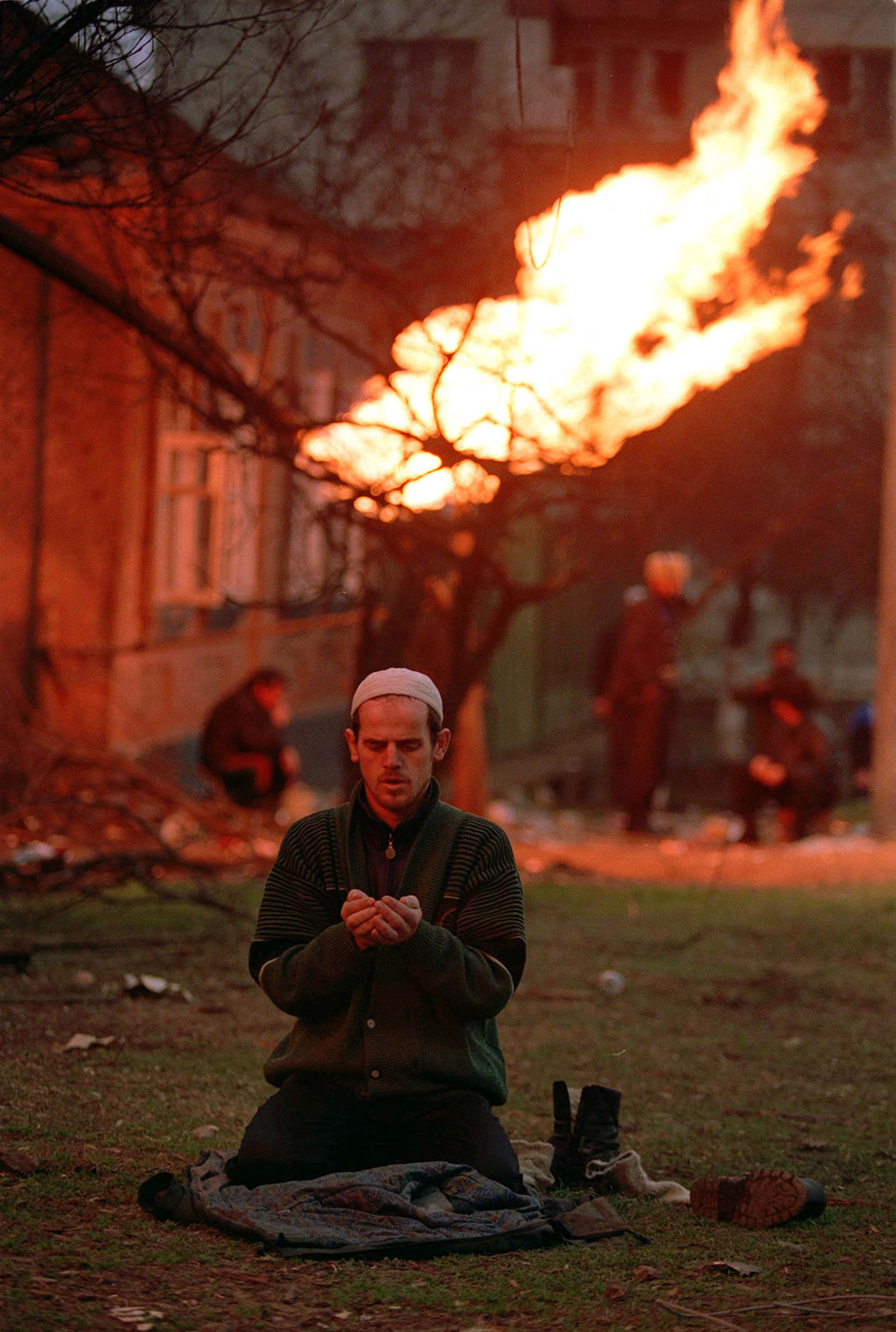
Ici, le sentiment d'impuissance renforce l'aspect tragique.
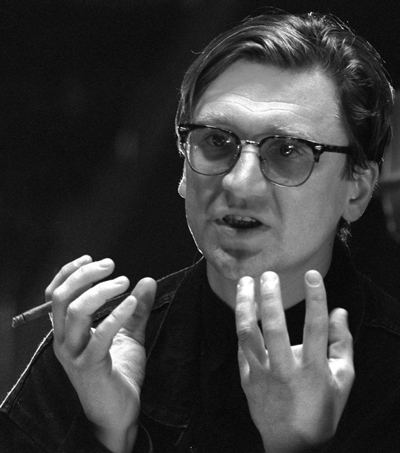
Le sujet peut être mis en valeur par une légère contre-plongée. Ici, le chorégraphe Valentin Gneushev.
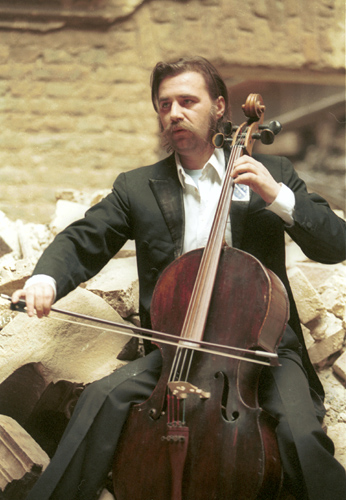
Un contre-plongé plus prononcé donne du lyrisme au sujet.
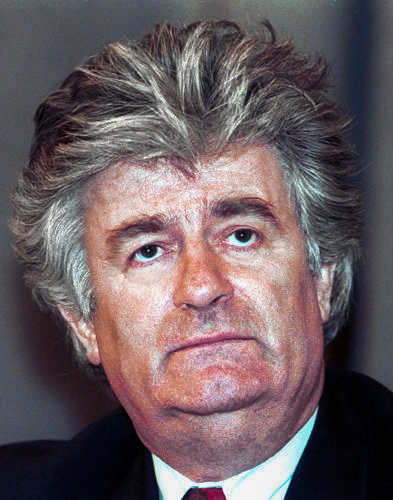
La contre-plongée peut aussi dénoter la domination, voire la mégalomanie.

### Lignes

#### Lignes fuyant vers les coins
Si l'image est amenée à avoir des lignes fortes, on peut la rendre dynamique en faisant fuir ces lignes vers un coin. C'est encore une façon d'éviter la ligne centrale qui coupe l'image et la rend statique.

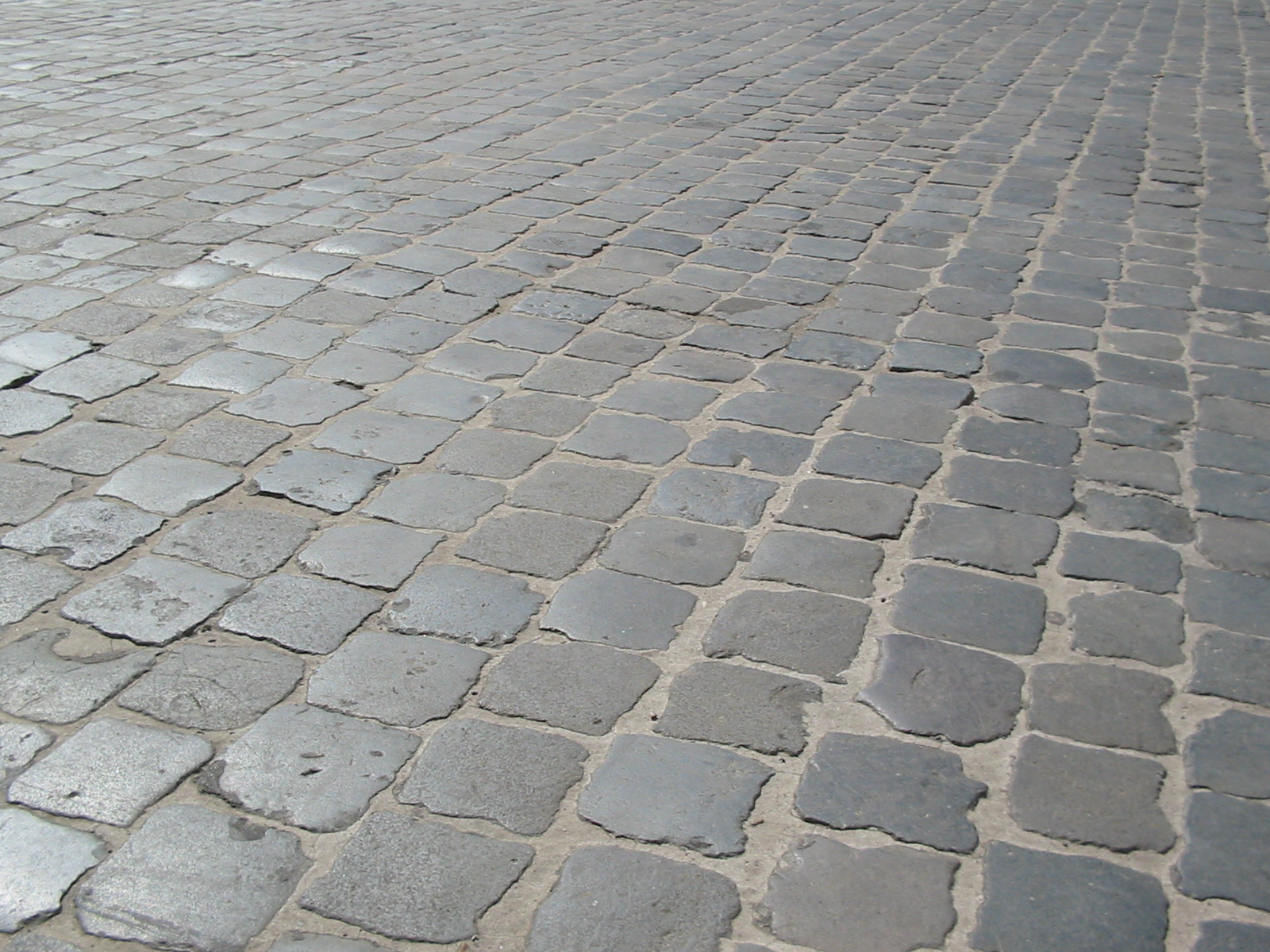
Répétition d'objets mise en valeur par des lignes convergeant vers le coin
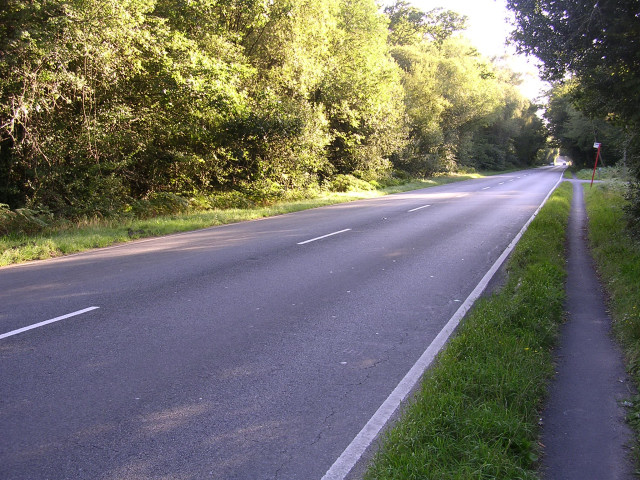
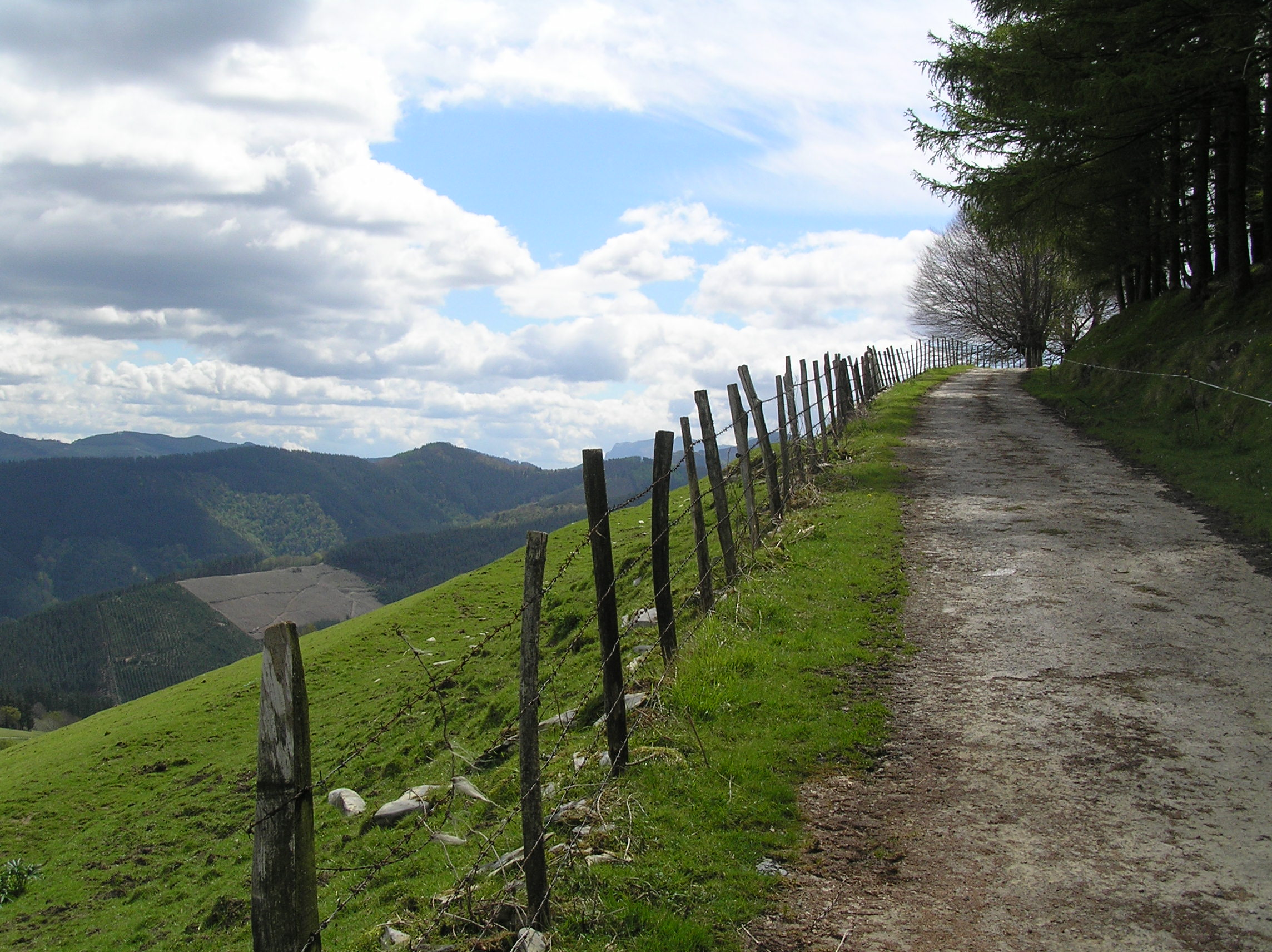

#### Lignes en S
L'œil est spontanément attiré par les lignes en S. C'est une forme que l'on retrouve souvent avec les cours d'eau, les routes, ou les silhouettes humaines

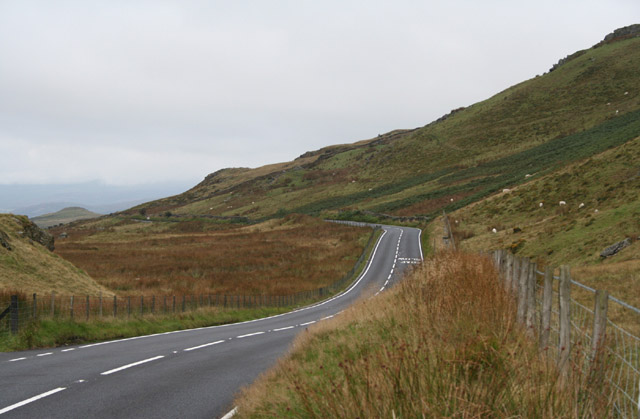
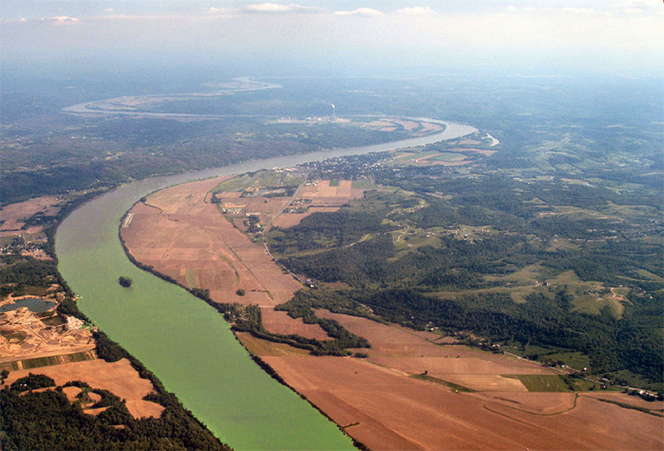
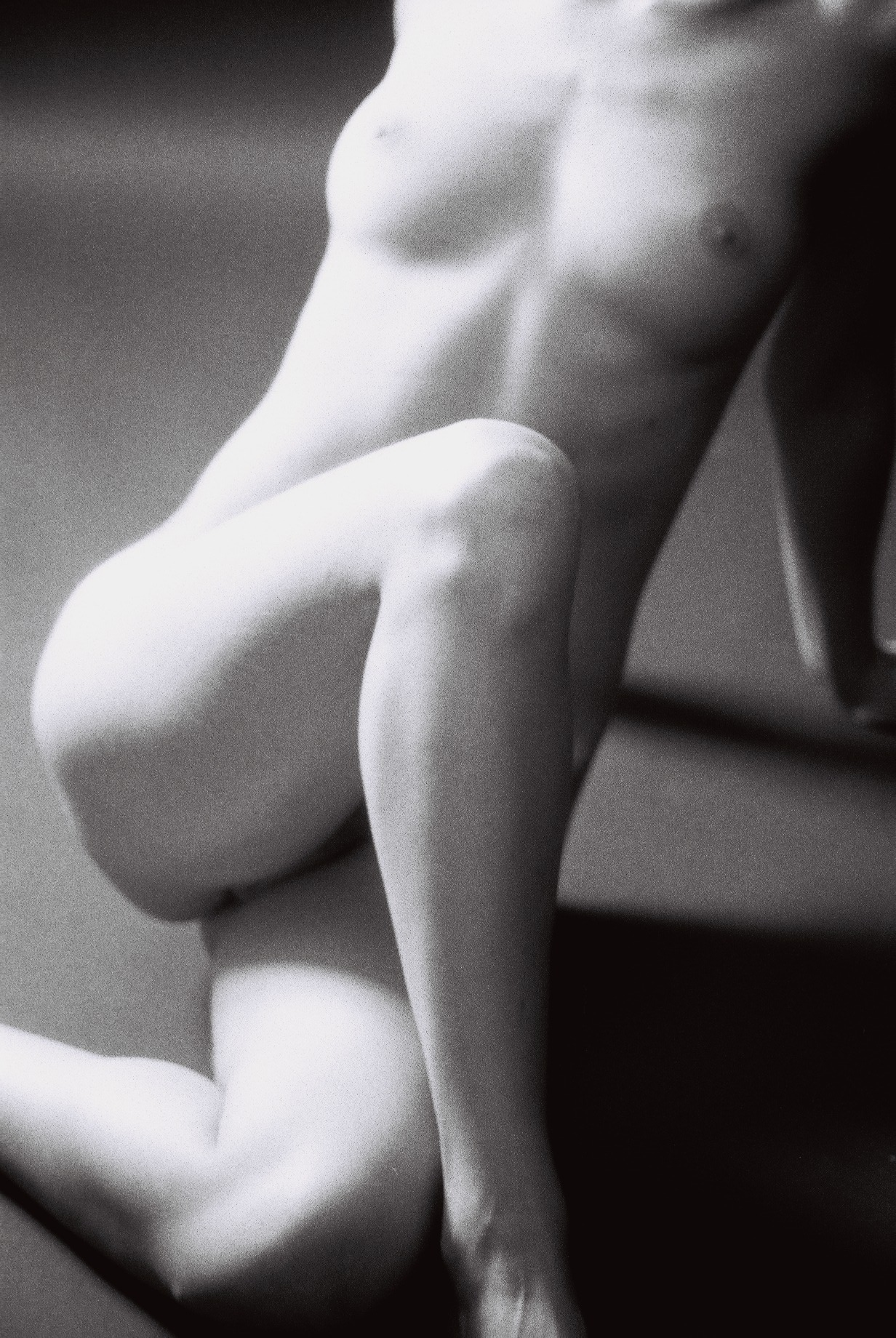
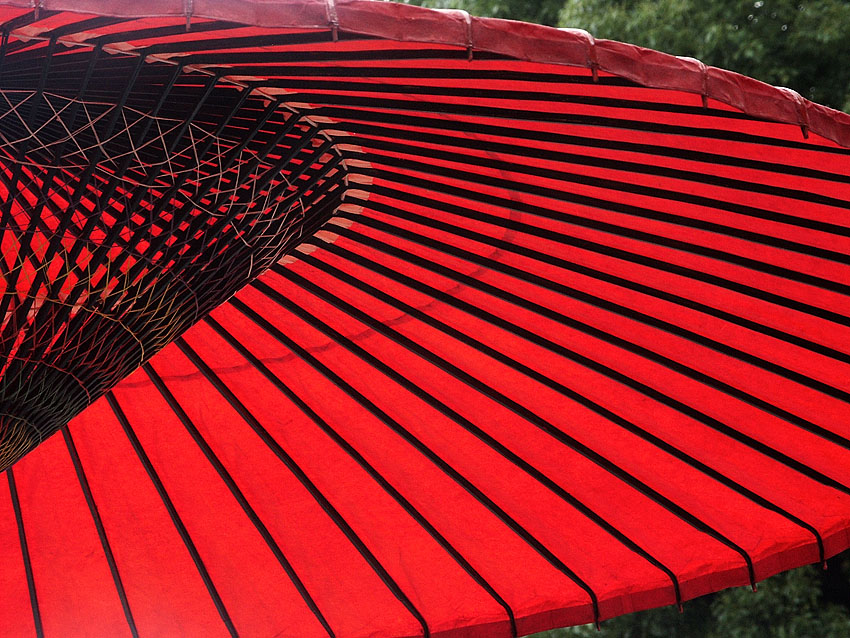
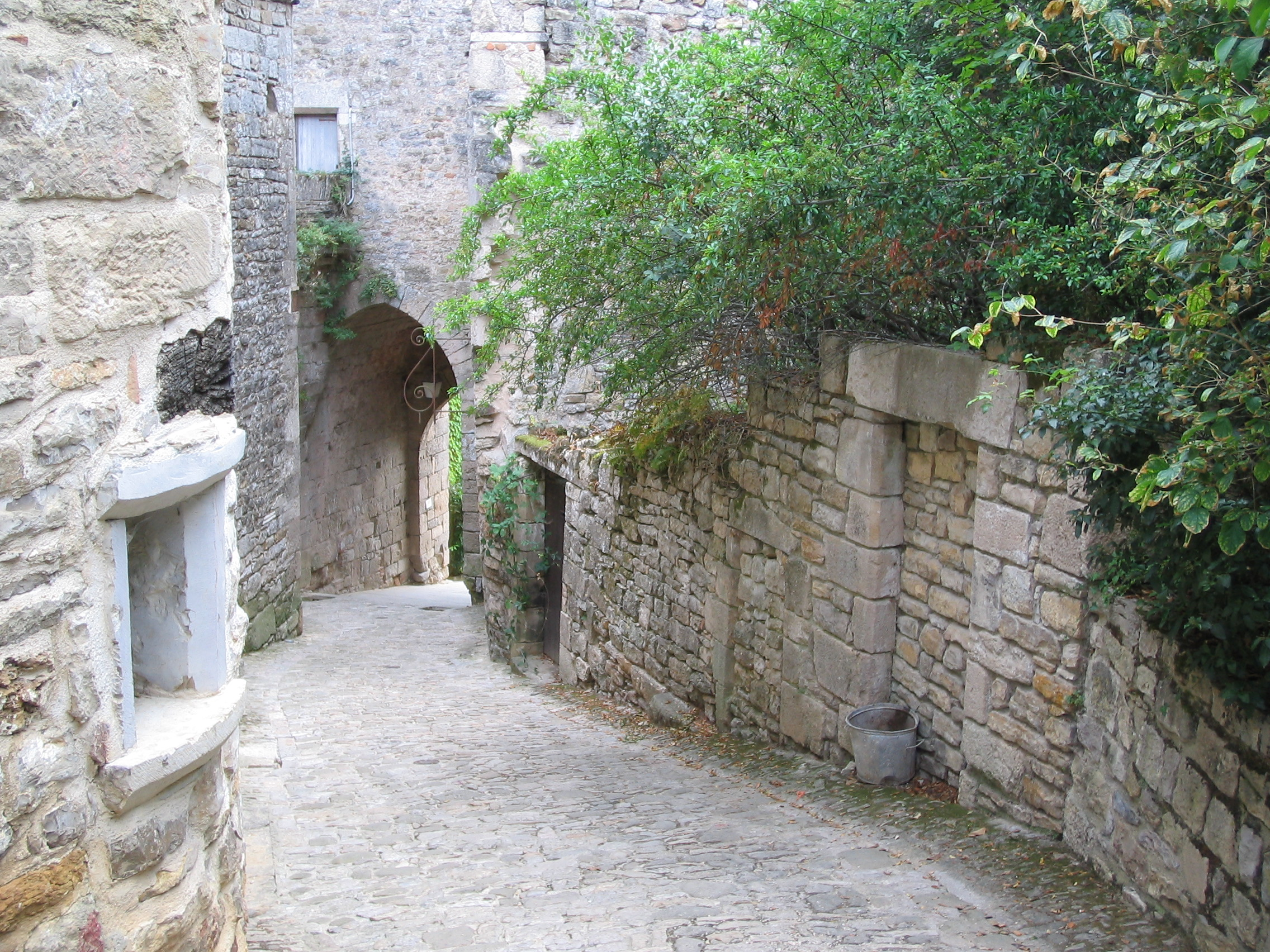

#### Mouvement et regards
Les mouvements et les regards forment des lignes implicites sur une photographie. Il est de bonne pratique de laisser de l'espace sur l'image à ces lignes pour laisser le sujet « respirer ». Par exemple une photographie d'un avion en vol devrait idéalement laisser plus d'espace devant l'avion que derrière, de façon à suggérer le trajet vers l'espace vide.

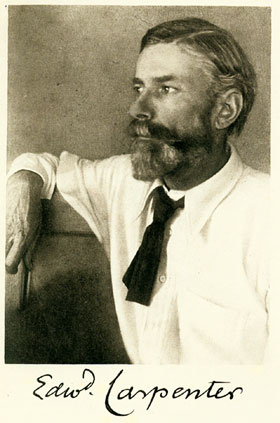
Champ laissé pour le regard.
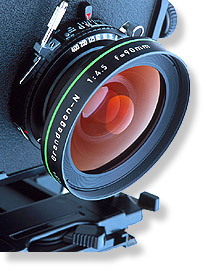
Champ laissé pour le regard d'un appareil photo.
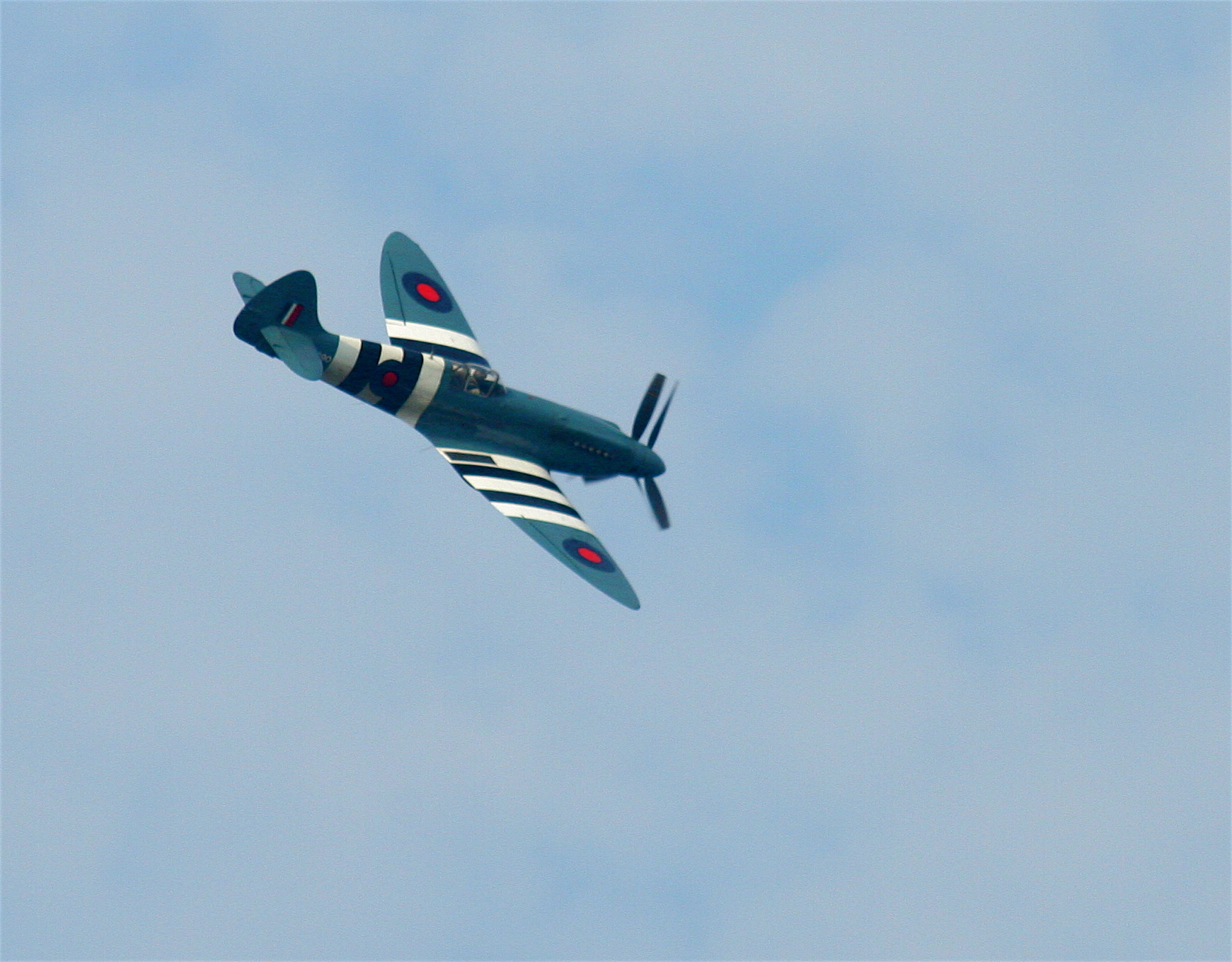
Champ laissé pour le mouvement ; de plus l'avion va dans le sens habituel de la lecture

#### Répétitions
On peut composer des images d'objets répétitifs, de façon à offrir à l'œil une multitude de détails. C'est la façon de composer des mosaïques, des patchworks ou des puzzles.
L'impression de profondeur, qui n'exclut pas la perception d'irrégularités dans la surface, tient à deux faits : primo, les objets apparaissent de plus en plus petits au fur et à mesure de l'éloignement et secundo, le cerveau « comprend » que leurs dimensions sont réparties de façon homogène dans toute la zone photographiée.
Selon le type d'objet, il est possible que la répétition entraîne la création de lignes plus ou moins fortes.

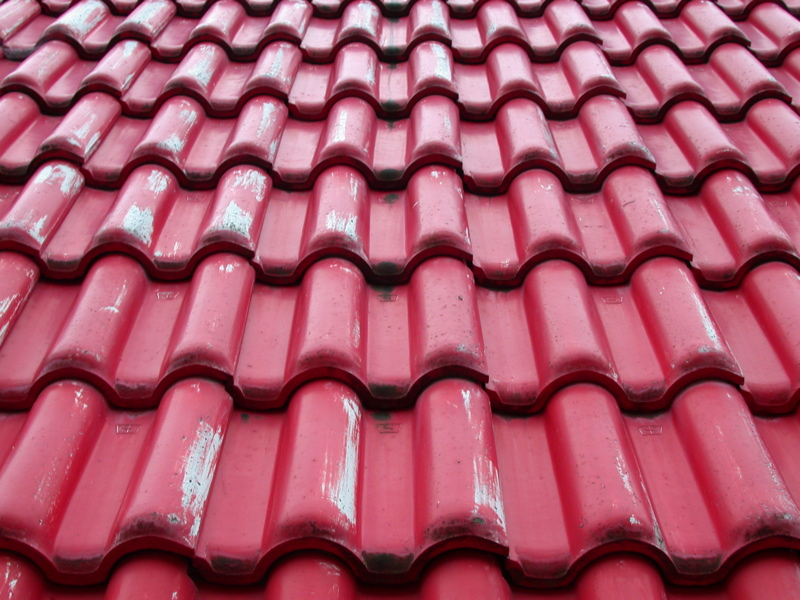
Lignes très fortes : verticales convergentes, et horizontales

### Cadres
A contrario des lignes qui lancent le regard vers l'extérieur, un élément graphique qui entoure le sujet comme un cadre concentre le regard vers la zone significative de la photo.

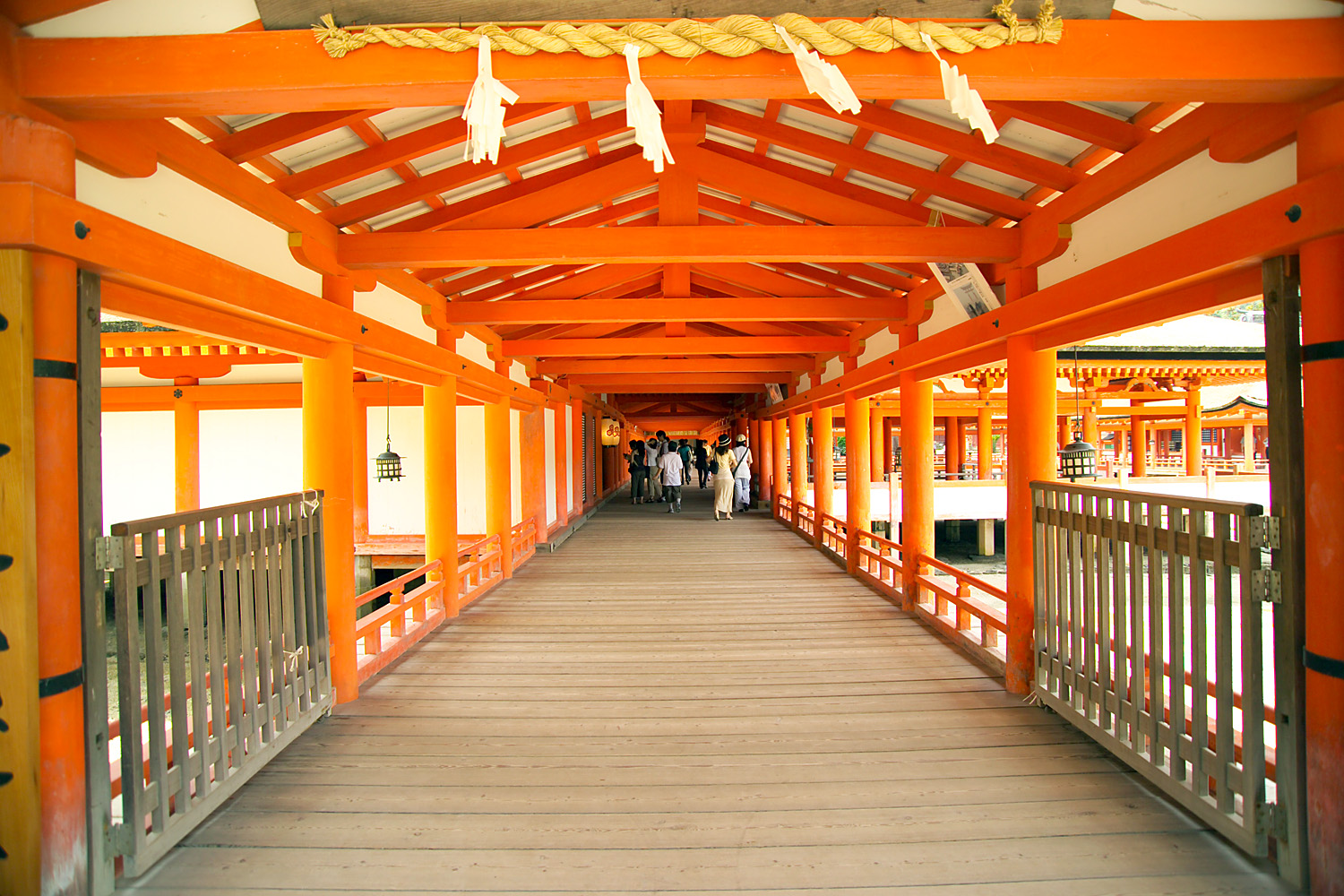
Perspectives convergentes.
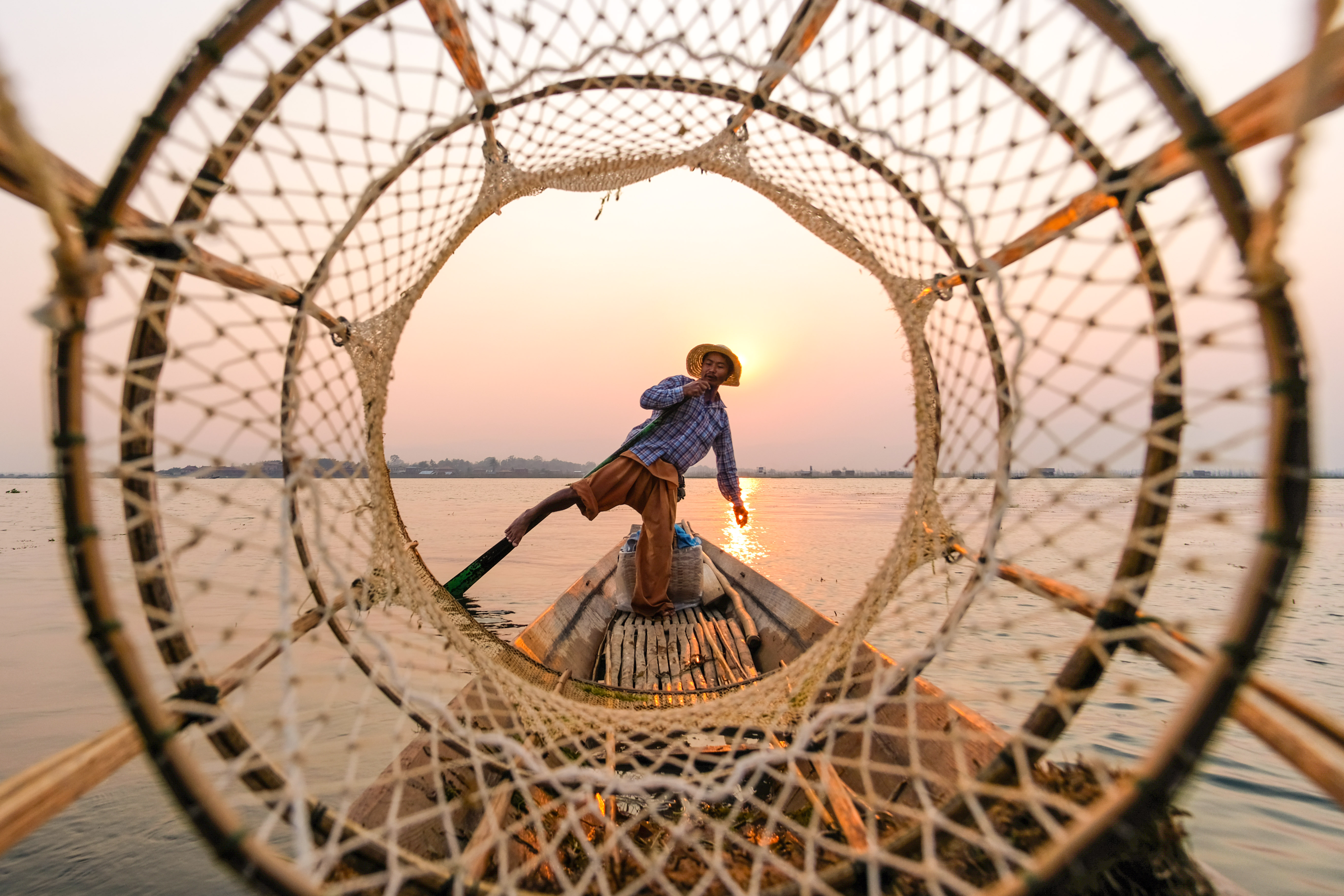
Ici, le filet encadre le pêcheur, et attire le regard sur lui par sa perspective.

## Règles tri-dimensionnelles
Il existe des phénomènes liés à la présence de plan physiquement éloignés sur l'image. Comme le cerveau est entraîné à les utiliser pour reconstruire une carte tridimensionnelle, on peut en tirer parti en photographie pour souligner la distance. C'est une technique utilisée particulièrement pour les photos de paysages, mais qui peut mettre en valeur n'importe quel sujet.

### Diffusion atmosphérique
Avec la distance, les objets paraissent de plus en plus estompés par l'atmosphère (profondeur optique). L'effet est accentué en présence de pluie, de fumée, de brouillard, ou toutes autres particules dans l'atmosphère.

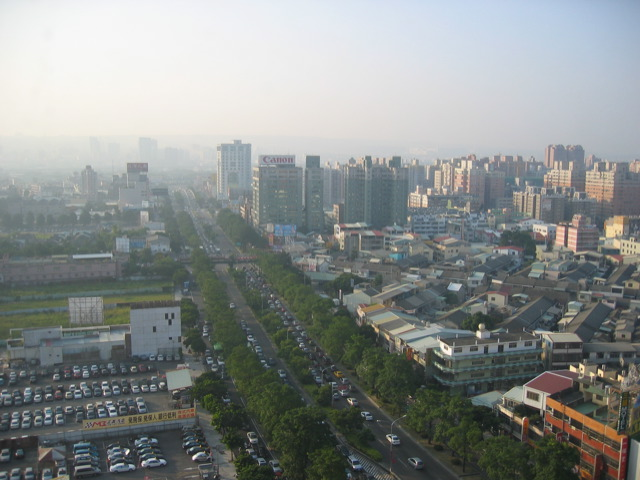
Diffusion atmosphérique due au brouillard.
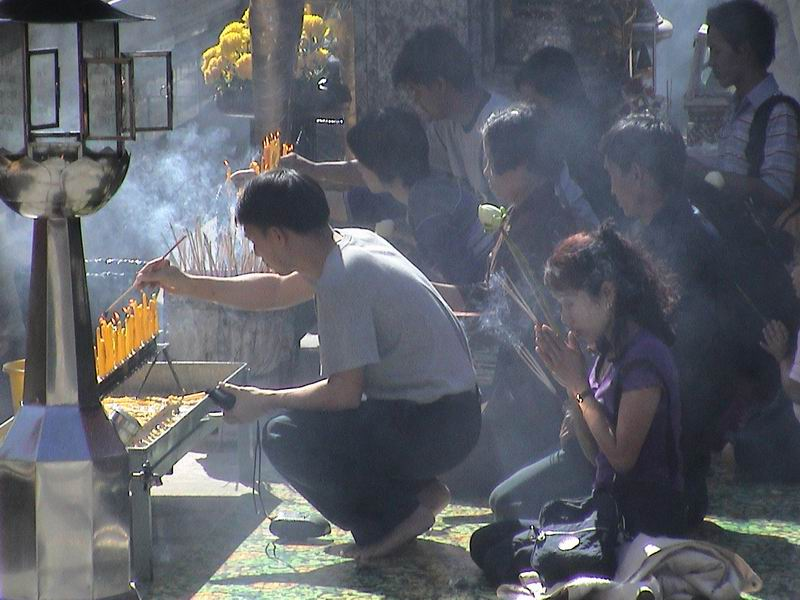
Diffusion atmosphérique due à la fumée.

### Contrastes de couleurs
Les contrastes de couleur font ressortir le sujet sur une photographie ; c'est une raison pour utiliser des films diapositive à fort contraste (comme le Velvia ou le Kodachrome). Une image bien contrastée donne une plus grande impression de piqué (netteté) qu'une image délavée.

#### Tons clair et foncés
Outre la facilité de lecture, un contraste en luminosité entre les différents éléments d'une image permet de donner une impression de volume : les parties claires de l'image ont l'air plus proches du lecteur que les parties sombres. Certains photographes parlent de « sculpter avec la lumière », technique particulièrement flagrante avec le noir et blanc, spécialement pour le nu ou les portraits

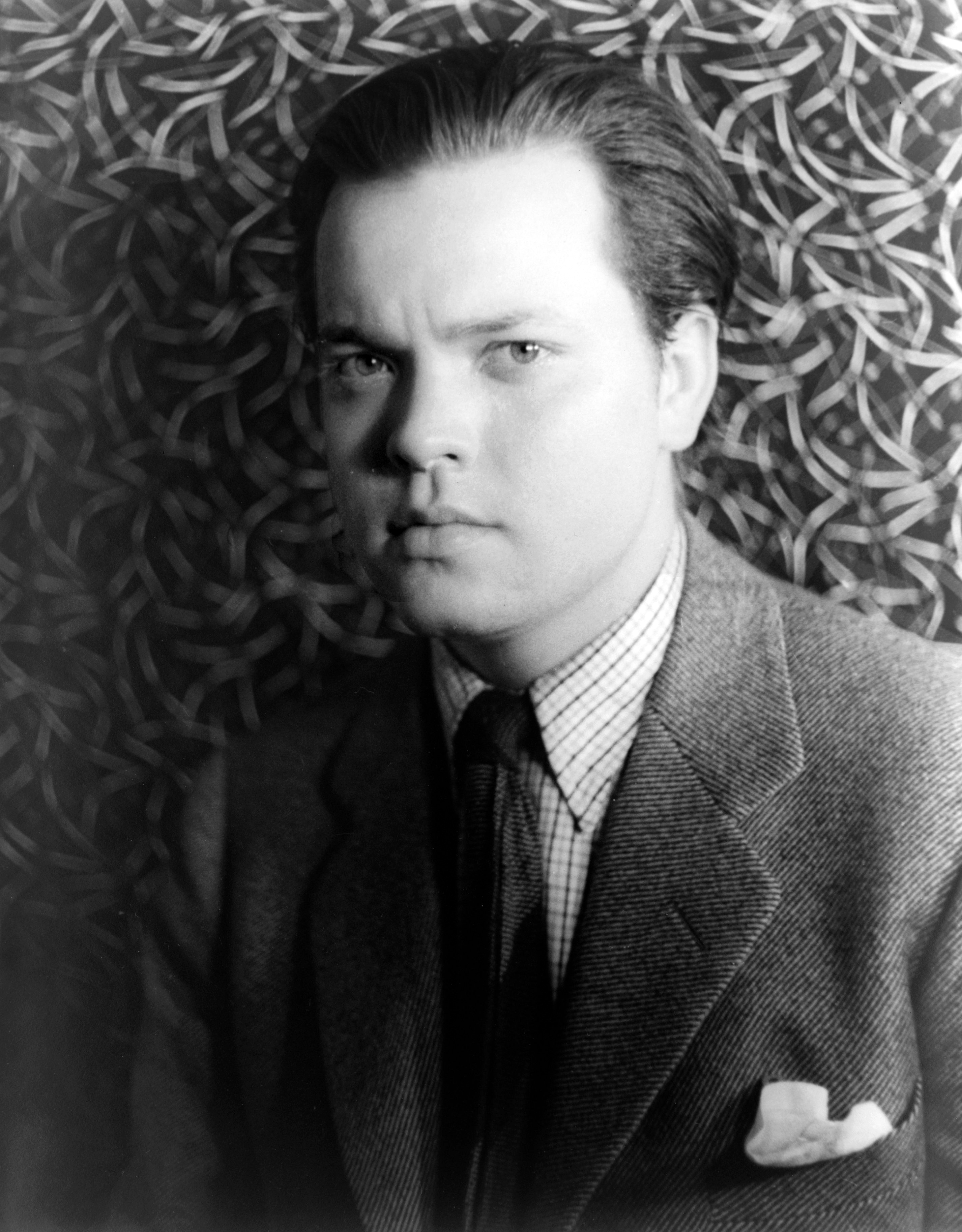
Orson Welles
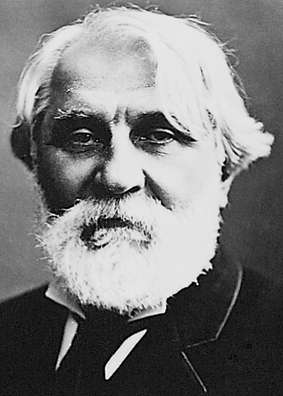
Ivan Tourgueniev
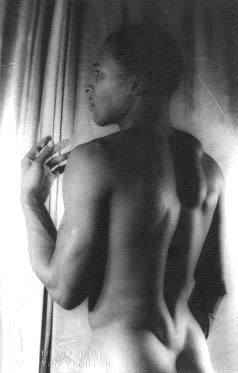
Nu masculin
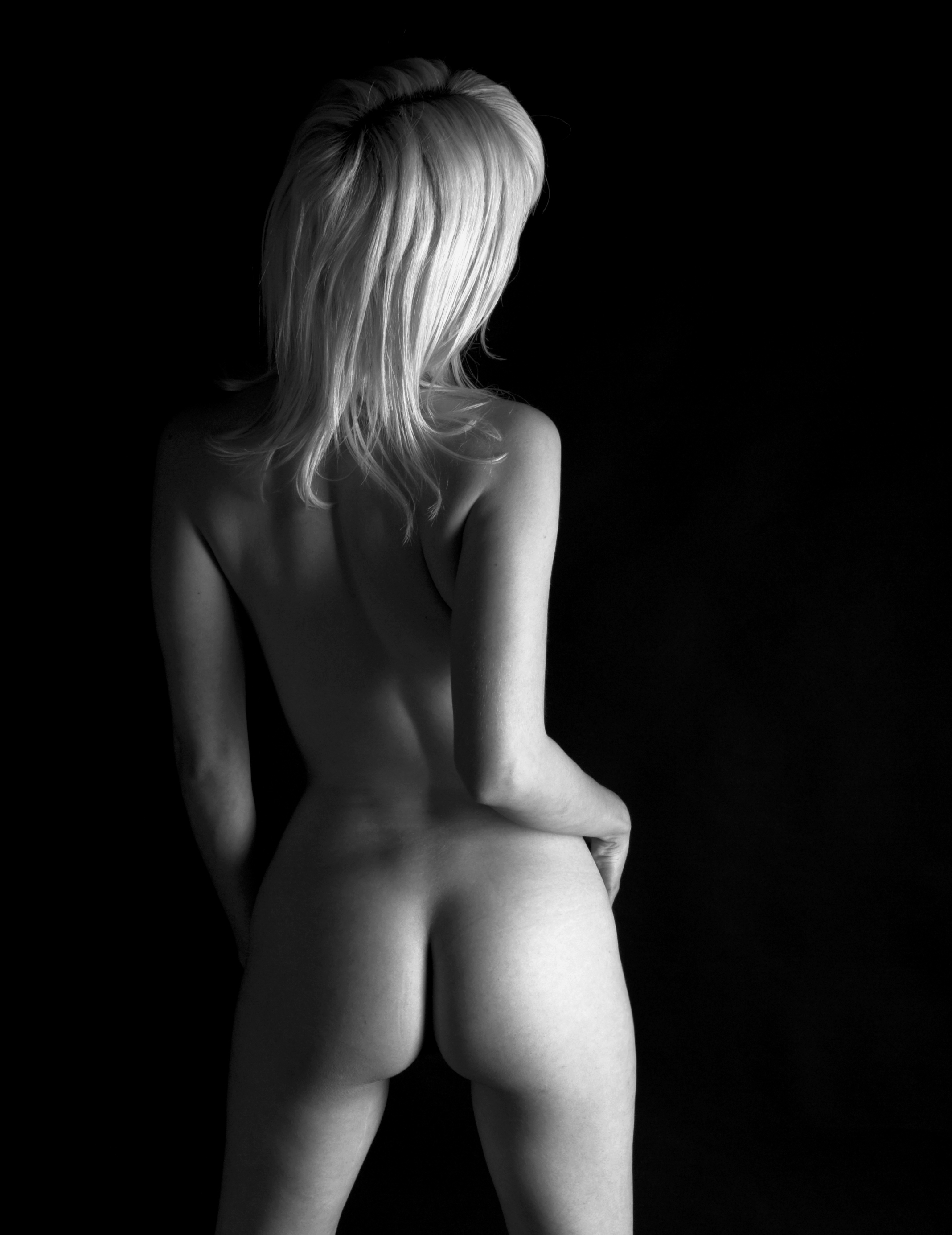
Nu féminin

#### Couleurs chaudes ou froides
Les couleurs chaudes tendent à ressortir sur les couleurs froides comme le clair le fait sur le sombre.

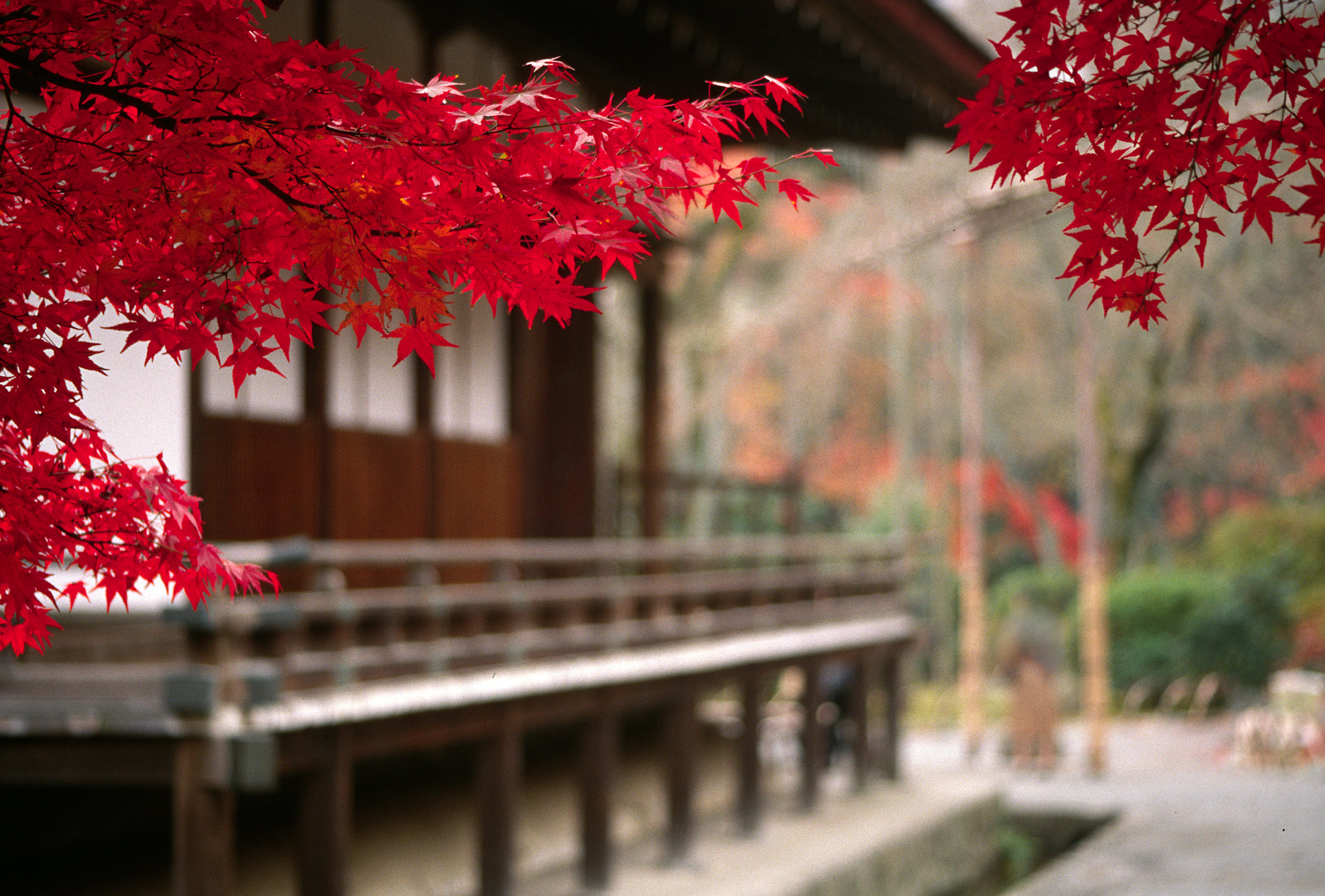
Présence d'un élément rouge au premier plan, devant un décor aux couleurs plutôt froides.
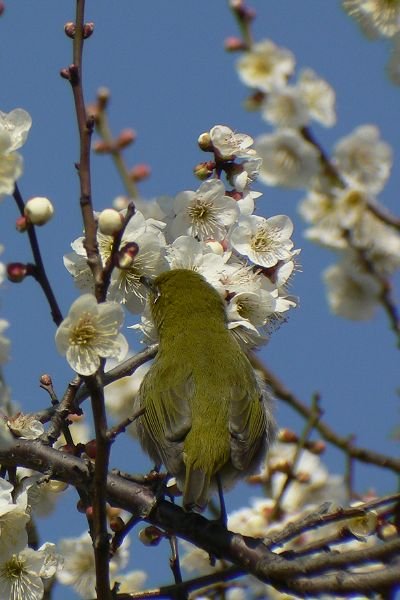
L'oiseau jaune se détache des fleurs blanches.

#### Silhouettes
On peut penser la silhouette comme le cas extrême du contraste clair/obscur, dans le cas où une silhouette noire se détache sur un fond plus clair. Il est aussi possible de tirer parti de la diffusion atmosphérique pour jouer sur des silhouettes de plus en plus claires qui se fondent vers le blanc.

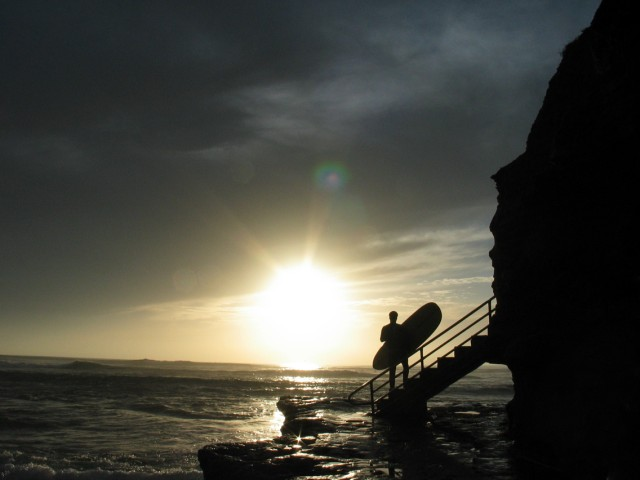
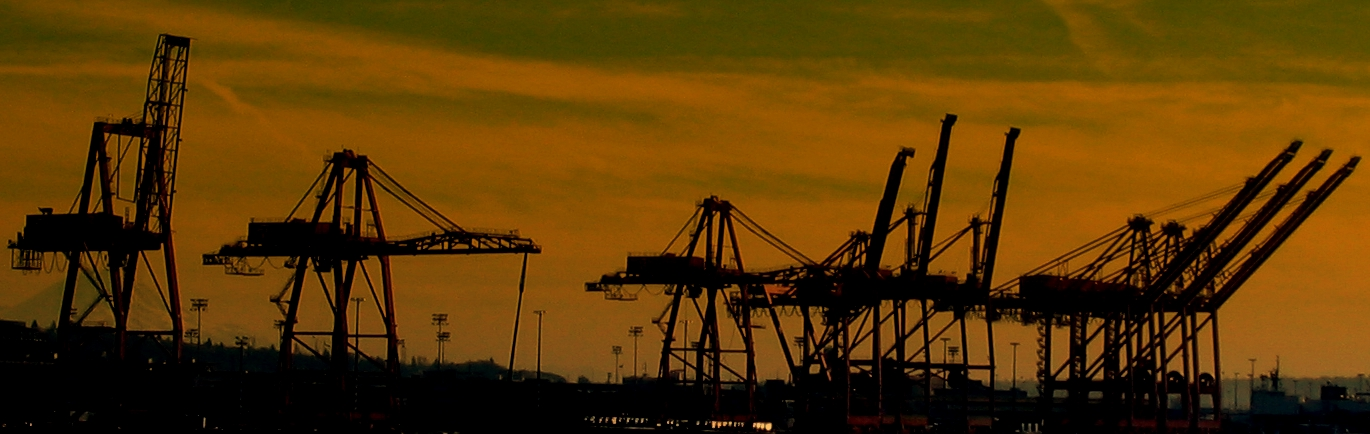
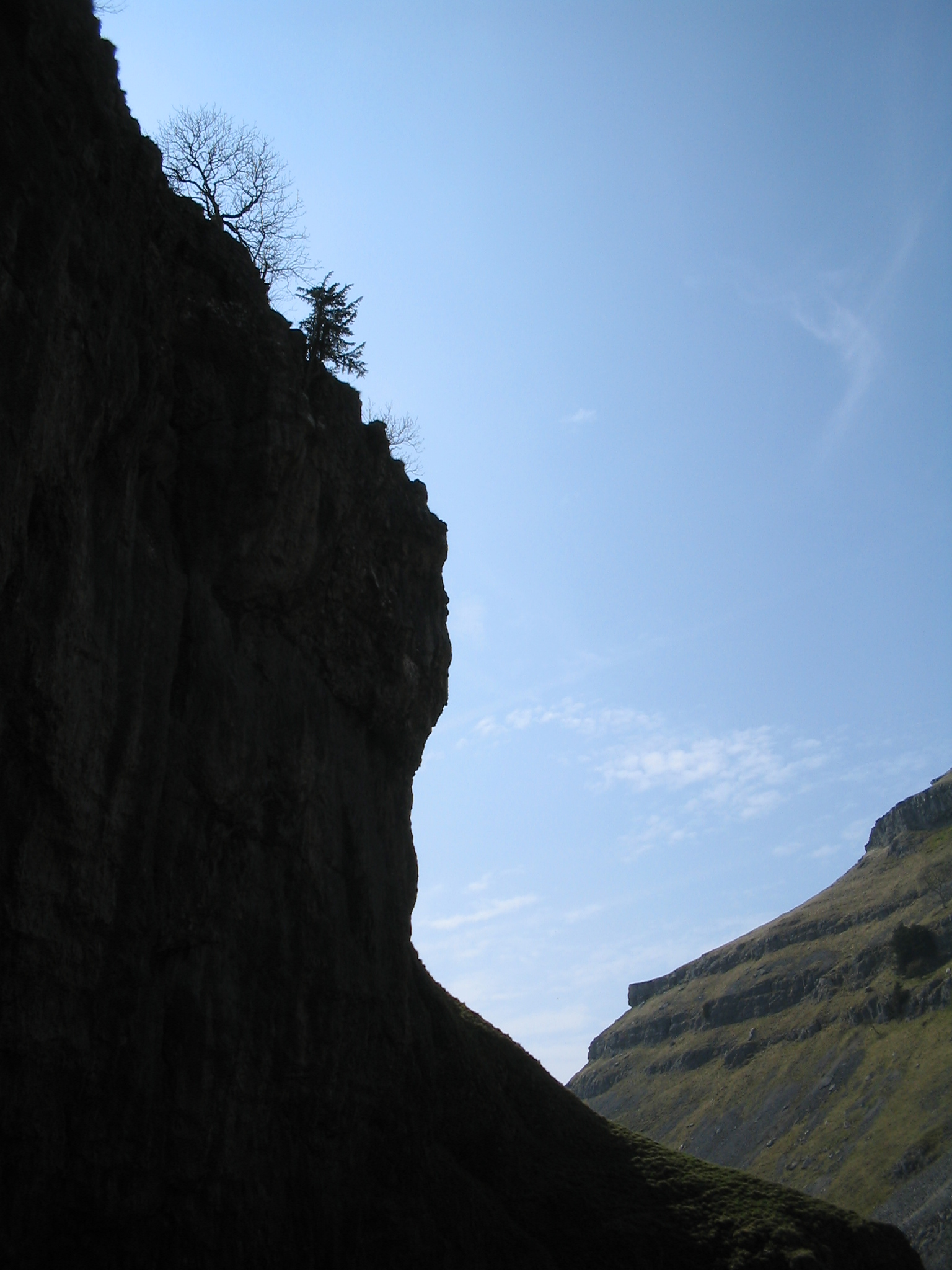

### Reflets et miroirs
Inclure des reflets dans une photographie peut aider le cerveau à reconstruire des volumes. C'est aussi une façon astucieuse d'ajouter de l'information à la photographie : une photographie remplie par un plan d'eau pourra ainsi contenir aussi une image de l'environnement ; un sujet pourra être vu sous deux angles dans un miroir.

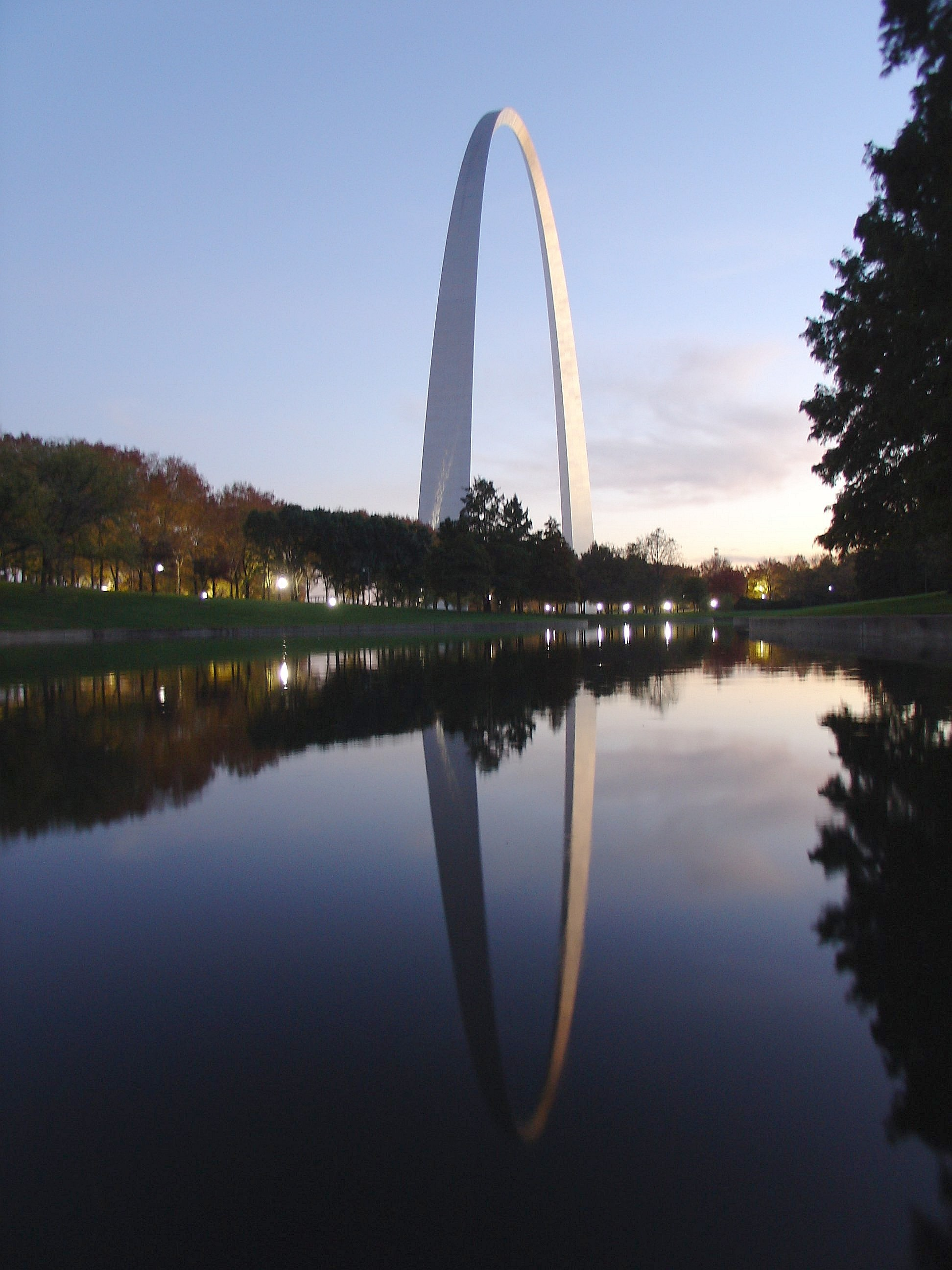
Reflet aidant à reconstruire le volume
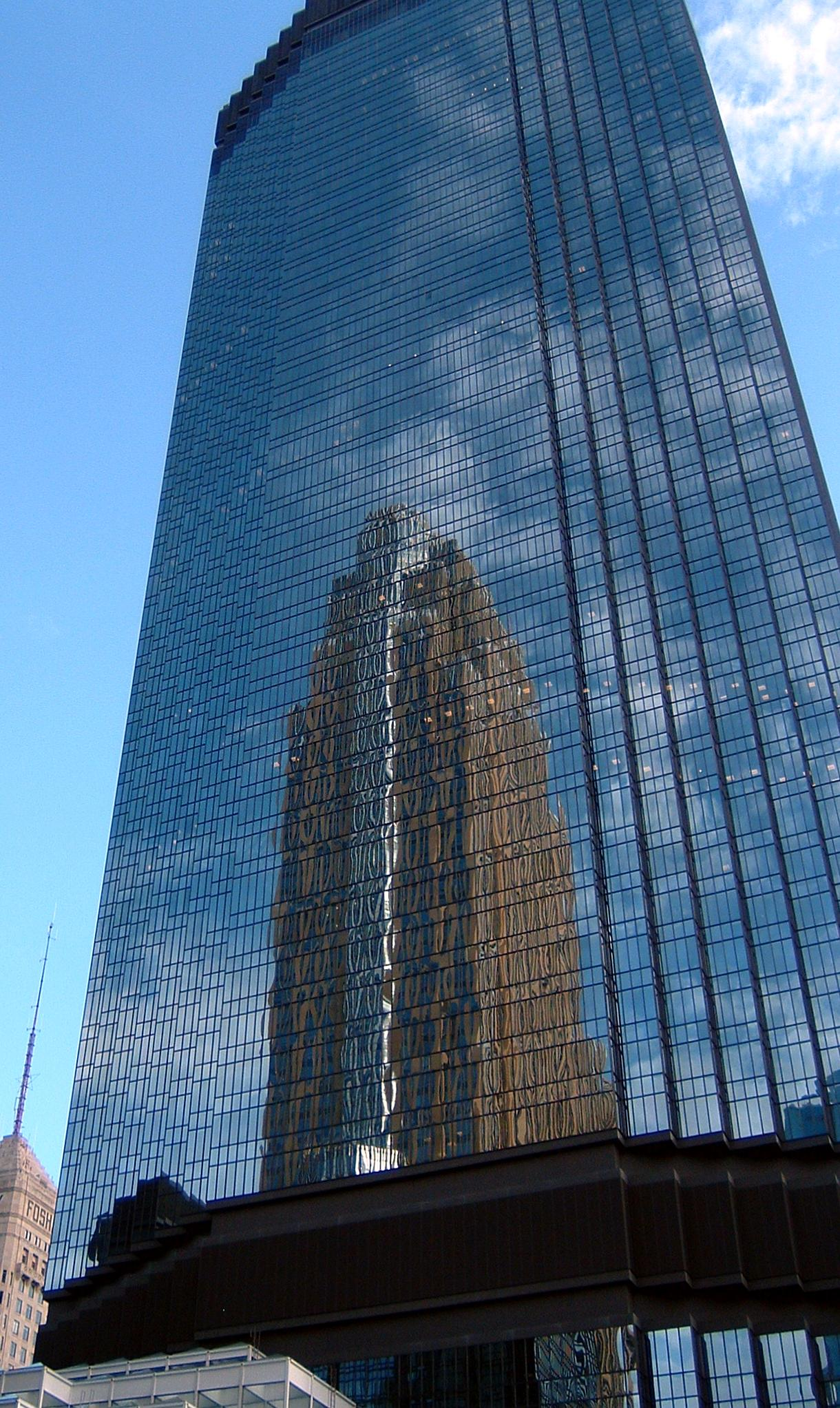
Sujet supplémentaire reflété sur le sujet initial

### Ombres
Les ombres portées sur le décor fonctionnent un peu comme les miroirs, permettant soit d'ajouter de l'information sur le sujet pour en faciliter la compréhension du volume, soit d'ajouter sur l'image des informations sur des éléments hors champ. Les ombres portées sur le sujet permettent de « sculpter la lumière ».

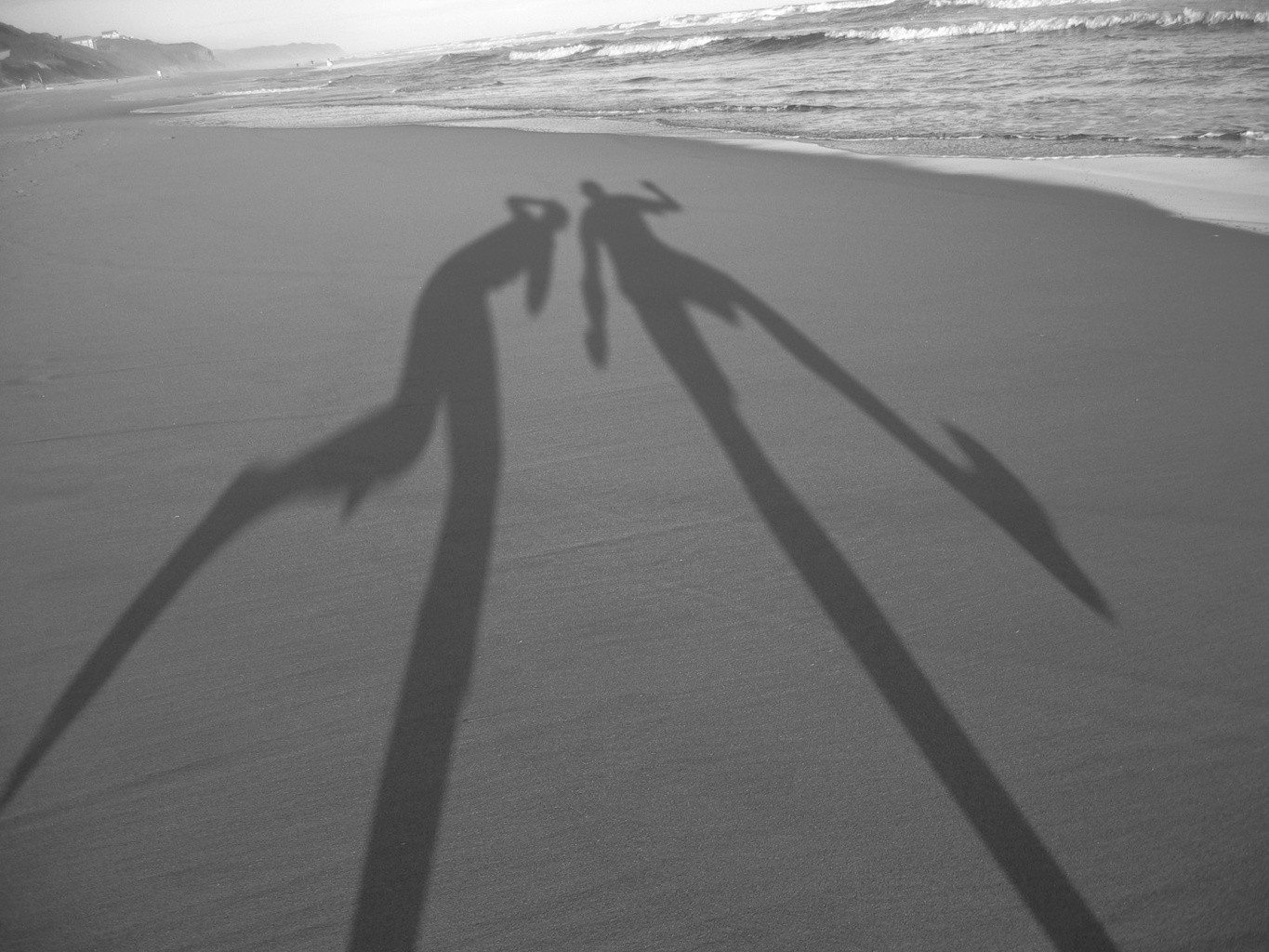
Ombres informant sur un sujet hors champ
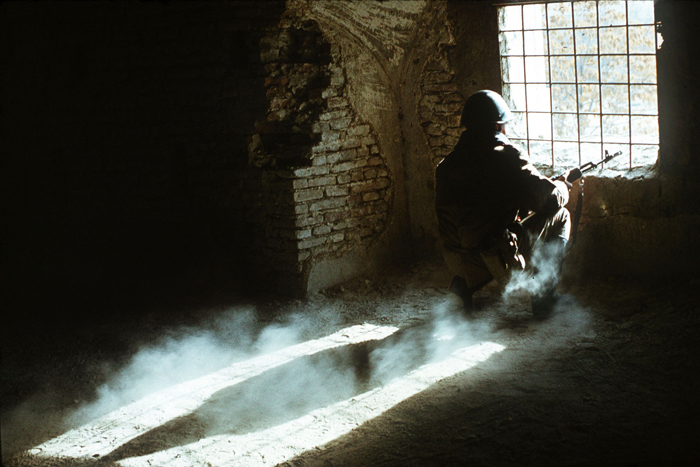
Ombre portée par le sujet sur le décor.
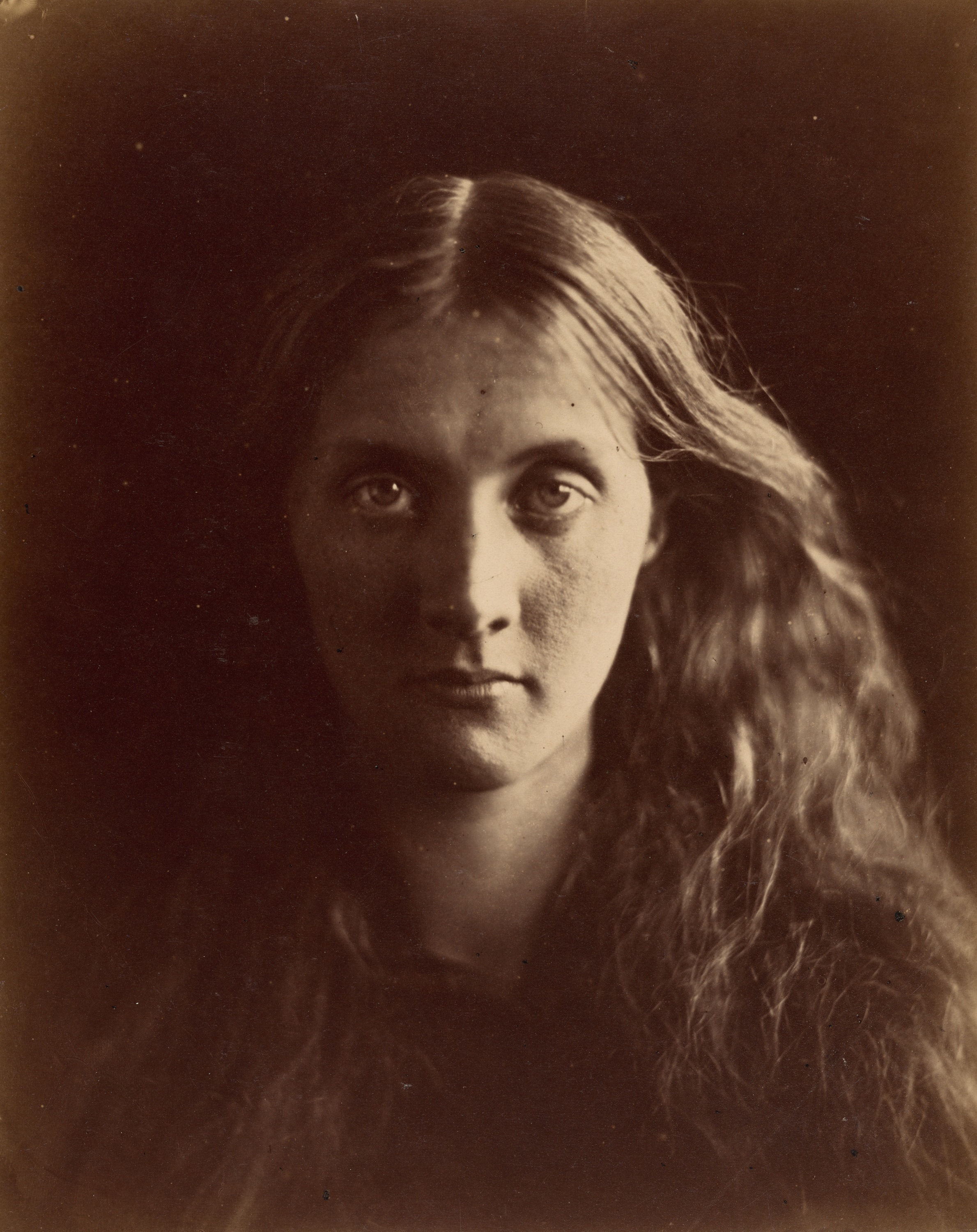
« Sculpture de lumière » avec une ombre sur le sujet